# Danh sách loài chim tại Việt Nam
Việt Nam là một trong những quốc gia có sự đa dạng lớn về hệ chim. Chim Việt Nam là nhóm động vật được biết đến nhiều nhất, chúng dễ quan sát và nhận biết vì phần lớn các loài đều xuất hiện vào ban ngày, các tiếng hót và tiếng kêu đặc trưng cho từng loài là các đặc điểm quan trọng trong việc phát hiện và nhận biết chúng. Hệ chim của Việt Nam gồm 848 loài, trong đó có 13 loài đặc hữu, 03 loài do con người du nhập và 09 loài hiếm gặp. Có 01 loài hiện đã tuyệt chủng ở Việt Nam và không tính trong tổng số nêu trên và 43 loài bị đe dọa trên toàn cầu. 

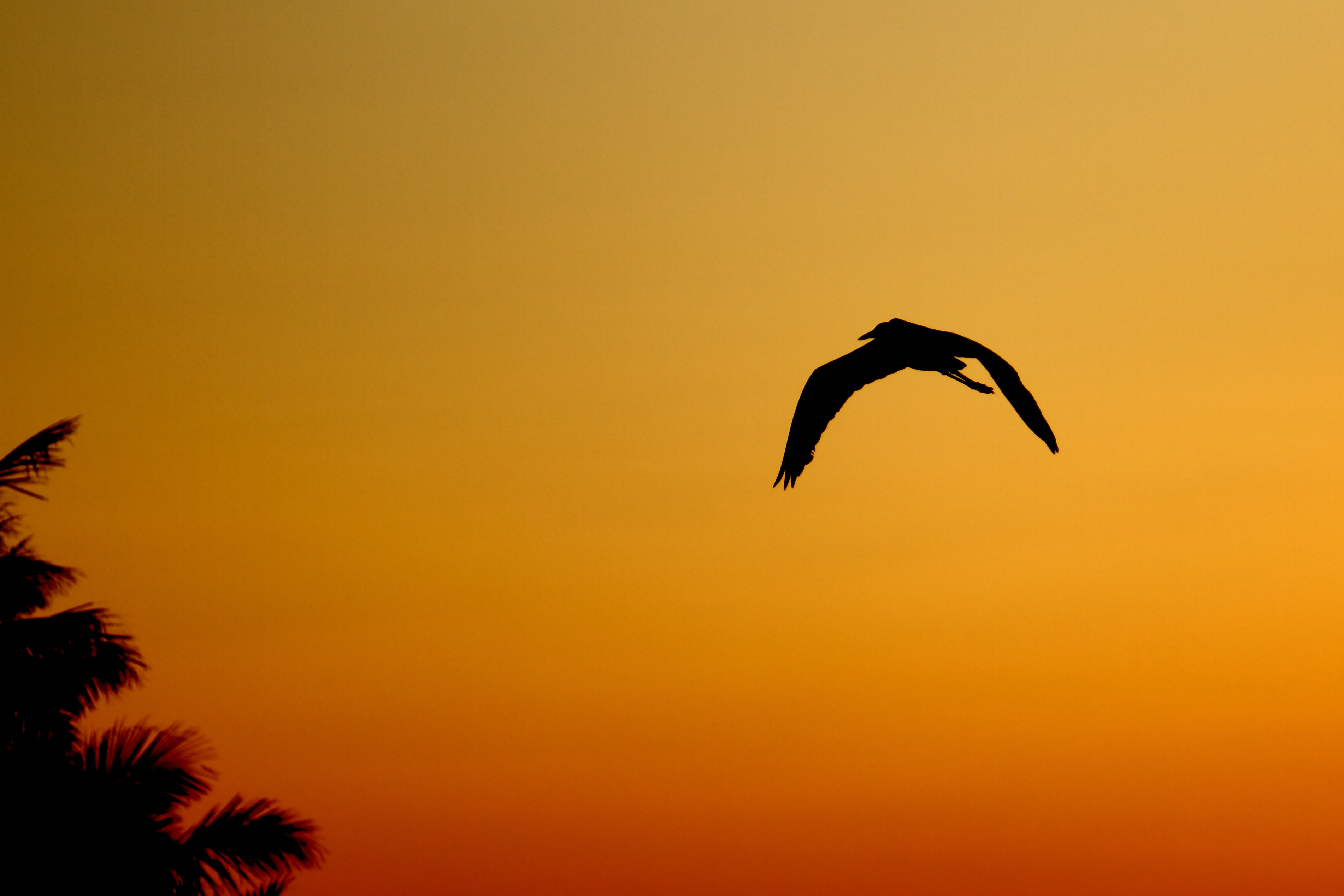
Một con cò bay về lúc chiều tà ở Việt Nam

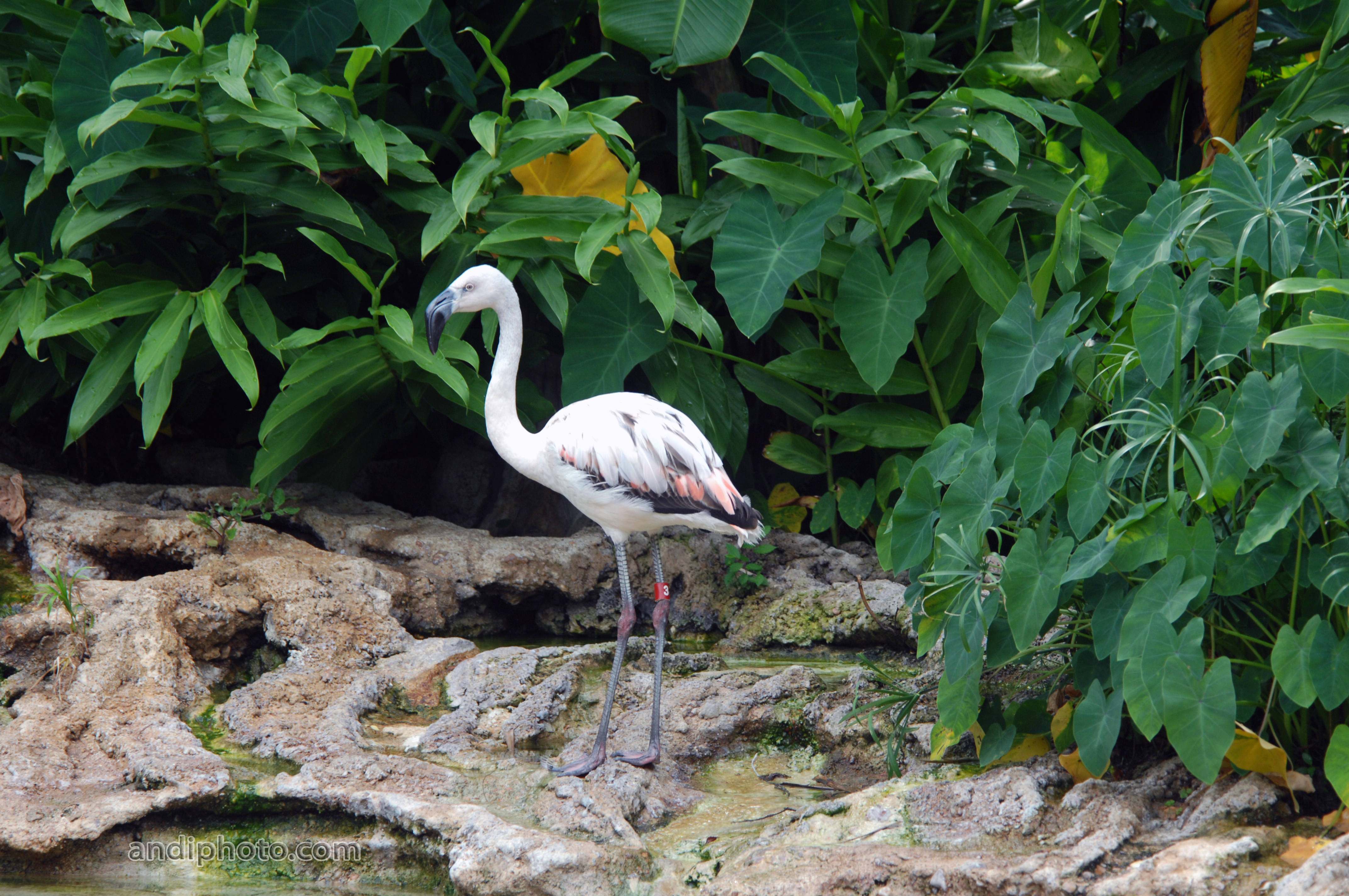
Cò quăm tại Thảo Cầm Viên Sài Gòn

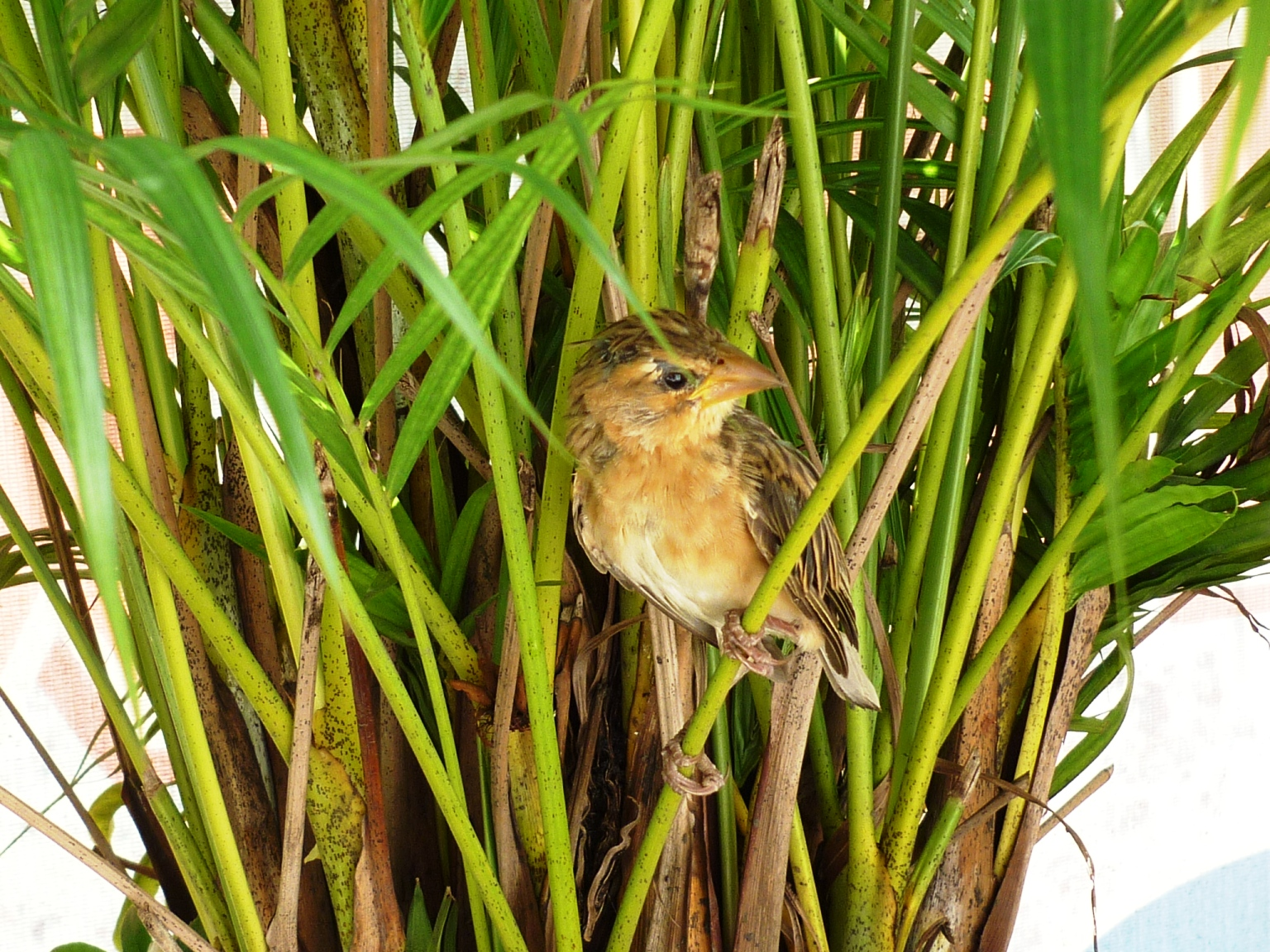
Một con chim sẻ ở Việt Nam

## Tổng quan

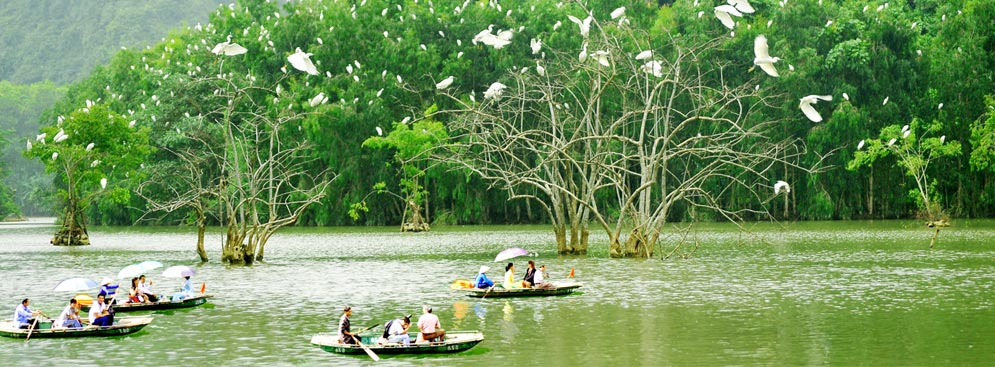
Vườn Chim Thung Nham

Bên cạnh số lượng đa dạng, sĩ số loài chim ở Việt Nam sẽ có thể tiếp tục tăng vì những loài mới vẫn tiếp tục được phát hiện và phát hiện lại và quan sát lần đầu tiên trong biên giới, vùng lãnh thổ Việt Nam. Nhiều quần xã khác nhau của chim cư trú và chim di trú gắn liền với các loại môi trường sống và khu vực khác nhau của Việt Nam, đến nay môi trường sống quan trọng của chúng ở Việt Nam là các khu rừng thường xanh. Các khu rừng ở vùng đồng bằng là môi trường sống quan trọng cho gà lôi, cũng như cho nhiều loài chim có kích thước trung bình khác. Các khu rừng trên núi nằm trên 1.000m là nơi cư trú của các quần xã lớn và đa dạng của chim sẻ.
Các vùng đồng cỏ ướt và rừng ngập nước của châu thổ sông Mê Kông là nơi cư trú của các loài chim nước lớn, trong đó có cò và hạc, quắm, diệc và cốc cũng như các chim ăn thịt như Diều cá đầu xám. Các bãi bồi và các dải cát dọc theo cửa sông và các đảo ở vùng ven biển phía Bắc là bến đỗ và nơi trú đông quan trọng cho rất nhiều loài chim nước, trong đó có vịt, mòng bể, choi choi và cò thìa. Số lượng các loài chim của Việt Nam không phân bố đồng đều theo các nhóm phân loại. Một số nhóm, trong đó có chim đớp ruồi, khướu.. chiếm một tỷ lệ lớn số lượng loài. Các thành viên của các nhóm khác có ít loài hơn, như cu rốc và nuốc. Các nhóm khác chỉ có một hoặc một vài loài đại diện, trong đó có ô tác.
Hiện nay quần thể chim Việt Nam nói chung đang bị đe dọa nghiêm trọng bởi nguy cơ mất môi trường sống, đặc biệt là các khu rừng, bãi cỏ ngày càng biến mất dần do sự gia tăng dân số thúc đẩy việc chiếm đất nông nghiệp và đất xây dựng, bên cạnh đó nhu cầu và thói quen sở thích ăn thịt rừng của nhiều người dẫn đến việc săn bắn quá mức đe dọa tuyệt chủng cho nhiều loài chim quy hiếm. Việt Nam cũng đã có một số nỗ lực trong việc bảo vệ sự đa dạng sinh thái bằng cách xác định một số vùng chim đặc hữu và vùng chim quan trọng tuy nhiên tình hình không mấy khả quan.

## Danh sách
Dưới đây là danh sách các loài chim được ghi nhận tại Việt Nam.
Khóa phân loại trong danh sách này theo Quy ước James Clements lần thứ 5.
- (A) Hiếm gặp Loài hiếm gặp hoặc rất hiếm gặp ở Việt Nam.
- (E) Đặc hữu Loài đặc hữu Việt Nam.
- (I) Du nhập Loài du nhập Việt Nam, do kết quả trực tiếp hoặc gián tiếp từ hoạt động của con người.
- (Ex) Không tồn tại Loài không còn tồn tại ở Việt Nam nhưng vẫn có các quần thể ở các nơi khác.

Theo phân loại của BirdLife International:
- (CR) Cực kỳ nguy cấp[1].
- (EN) Nguy cấp[2].
- (VU) Dễ thương tổn[3].
- (NT) Dễ thương tổn[4].

## Họ Chim lặn
Bộ: Chim lặn Podicipediformes
Họ: Chim lặn Podicipedidae
Họ Chim lặn gồm một số loài thủy cầm có kích thước từ nhỏ đến trung bình, có thể lặn dưới nước. Chúng bơi lặn giỏi nhưng di chuyển khó khăn trên mặt đất. Có 20 loài trên thế giới, trong đó tại Việt Nam có 2 loài.
- Le hôi Tachybaptus ruficollis
- Le hôi cổ đen Podiceps nigricollis

## Hải âu
Bộ: Procellariiformes
Họ: Hydrobatidaechim
Có 21 loài trên thế giới, trong đó tại Việt Nam có 1 loài.
- Hải yến đuôi chẻ đen Oceanodroma monorhis

## Họ Chim nhiệt đới
Bộ: Phaethontiformes
Họ: Phaethontidae
Có 3 loài trên thế giới, trong đó tại Việt Nam có 1 loài.
- Chim nhiệt đới Phaethon aethereus

## HọBồ nông
Bộ: Pelecaniformes
Họ: Pelecanidae
Có 8 loài trên thế giới, trong đó tại Việt Nam có 2 loài.
- Bồ nông Pelecanus onocrotalus
- Bồ nông chân xám Pelecanus philippensis

## HọChim điên
Bộ: Pelecaniformes
Họ: Sulidae
Có 9 loài trên thế giới, trong đó tại Việt Nam có 3 loài.
- Chim điên mặt xanh Sula dactylatra
- Chim điên chân đỏ Sula sula
- Chim điên bụng trắng Sula leucogaster

## Họ Cốc
Bộ: Pelecaniformes
Họ: Phalacrocoracidae
Có 38 loài trên thế giới, trong đó tại Việt Nam có 3 loài.
- Cốc đế nhỏ Phalacrocorax fuscicollis
- Cốc đế Phalacrocorax carbo
- Cốc đen Phalacrocorax niger

## HọChim cổ rắn
Bộ: Pelecaniformes
Họ: Anhingidae
Có 4 loài trên thế giới, trong đó tại Việt Nam có 1 loài.
- Chim cổ rắn phương đông, điên điển Anhinga melanogaster

## HọCốc biển
Bộ: Pelecaniformes
Họ: Fregatidae
Có 5 loài trên thế giới, trong đó tại Việt Nam có 2 loài.
- Cốc biển bụng trắng Fregata andrewsi
- Cốc biển đen Fregata minor

## HọDiệc
Bộ truyền thống: Ciconiiformes, hiện tại: Pelecaniformes
Họ: Ardeidae
Có 61 loài trên thế giới, trong đó tại Việt Nam có 20 loài.
- Diệc xám Ardea cinerea
- Diệc Sumatra Ardea sumatrana
- Diệc lửa Ardea purpurea
- Cò ngàng lớn Ardea modesta
- Cò ngàng nhỏ Egretta intermedia
- Cò trắng Egretta garzetta
- Cò Trung Quốc Egretta eulophotes
- Cò bạch hay diệc đen Egretta sacra
- Cò bợ Ardeola bacchus
- Cò bợ Mã Lai Ardeola speciosa
- Cò ruồi Bubulcus ibis
- Cò xanh Butorides striata
- Vạc Nycticorax nycticorax
- Vạc hoa Gorsachius magnificus (EN)
- Vạc rừng hay Cò tôm Gorsachius melanolophus
- Cò lửa Ixobrychus sinensis
- Cò nâu Ixobrychus eurhythmus
- Cò lửa hay Cò lùn hung Ixobrychus cinnamomeus
- Cò hương Ixobrychus flavicollis
- Vạc rạ Botaurus stellaris

## Họ Cò quăm
Bộ truyền thống: Ciconiiformes, hiện tại: Pelecaniformes
Họ: Threskiornithidae
Có 36 loài trên thế giới, trong đó tại Việt Nam có 5 loài.
- Cò quăm đầu đen hay quắm đầu đen Threskiornis melanocephalus
- Cò quăm cánh xanh hay cò quăm vai trắng Pseudibis davisoni
- Cò quăm lớn Pseudibis gigantea (Ex). Tái phát hiện gần đây tại Vườn quốc gia Yok Đôn.
- Quắm đen Plegadis falcinellus
- Cò thìa hay cò thìa mặt đen Platalea minor (EN)

## Họ Hạc
Bộ: Ciconiiformes
Họ: Ciconiidae

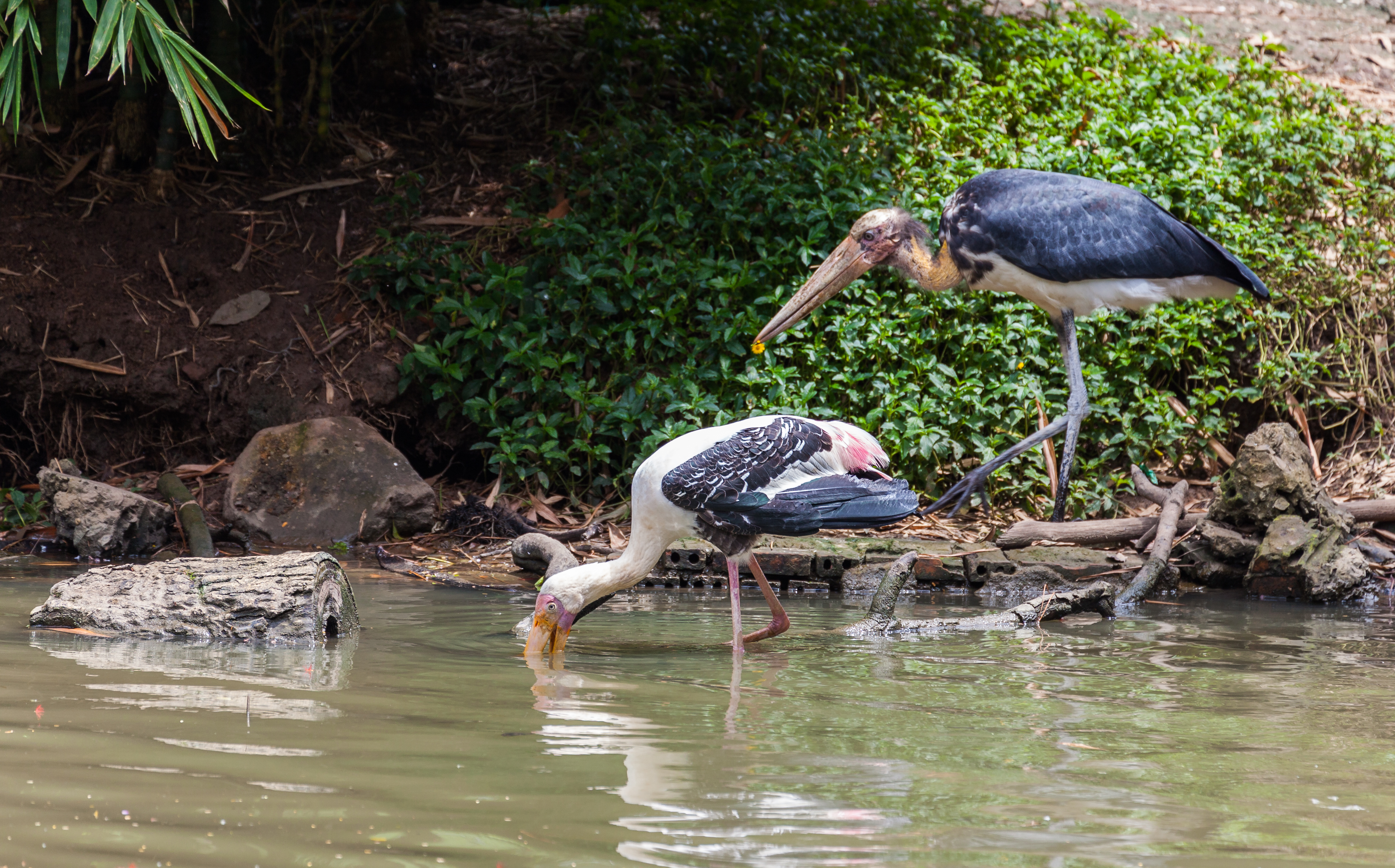
Giang sen và Già đẫy Java (đang sục mỏ dưới nước) tại Thảo Cầm Viên Sài Gòn, Thành phố Hồ Chí Minh

Có 19 loài trên thế giới, trong đó tại Việt Nam có 8 loài.
- Cò lạo xám Mycteria cinerea
- Giang sen Mycteria leucocephala
- Cò nhạn hay cò ốc Anastomus oscitans
- Hạc đen Ciconia nigra
- Hạc cổ trắng Ciconia episcopus
- Hạc cổ đen hay già đẫy cổ đen Ephippiorhynchus asiaticus
- Già đẫy Ja-va Leptoptilos javanicus
- Già đẫy lớn Leptoptilos dubius (EN)

## Họ Vịt
Bộ: Anseriformes
Họ: Anatidae
Có 131 loài trên thế giới, trong đó tại Việt Nam có 24 loài.
- Le nâu Dendrocygna javanica
- Ngỗng trời hay ngỗng xám Anser anser
- Ngỗng đầu sọc Anser indicus (A)
- Vịt vàng Tadorna ferruginea
- Vịt khoang Tadorna tadorna
- Ngan cánh trắng Cairina scutulata (EN)
- Vịt mồng Sarkidiornis melanotos
- Le khoang cổ Nettapus coromandelianus
- Uyên ương Aix galericulata
- Vịt đầu vàng Anas penelope
- Vịt lưỡi liềm Anas falcata
- Vịt cánh trắng Anas strepera
- Mòng két Anas crecca
- Vịt cổ xanh Anas platyrhynchos
- Vịt trời Anas poecilorhyncha
- Vịt mốc Anas acuta
- Mòng két mày trắng Anas querquedula
- Vịt mỏ thìa Anas clypeata
- Vịt đầu đỏ hay vịt lặn đầu đỏ Aythya ferina
- Vịt mắt trắng hay vịt mặt trắng, vịt nâu đỏ Aythya nyroca
- Vịt đầu đen hay vịt đầu đen Baer Aythya baeri (EN)
- Vịt mào hay vịt búi lông Aythya fuligula
- Vịt biển hay vịt bãi lớn Aythya marila
- Vịt mỏ nhọn hay vịt cát Trung Hoa Mergus squamatus (EN)

## HọƯng biển(Ó cá)
Bộ truyền thống: Falconiformes, hiện tại: Accipitriformes
Họ: Pandionidae
- Chim ó cá, Chim ưng biển, Ó cá Pandion haliaetus

## Họ Ưng
Bộ truyền thống: Falconiformes, hiện tại: Accipitriformes
Họ: Accipitridae

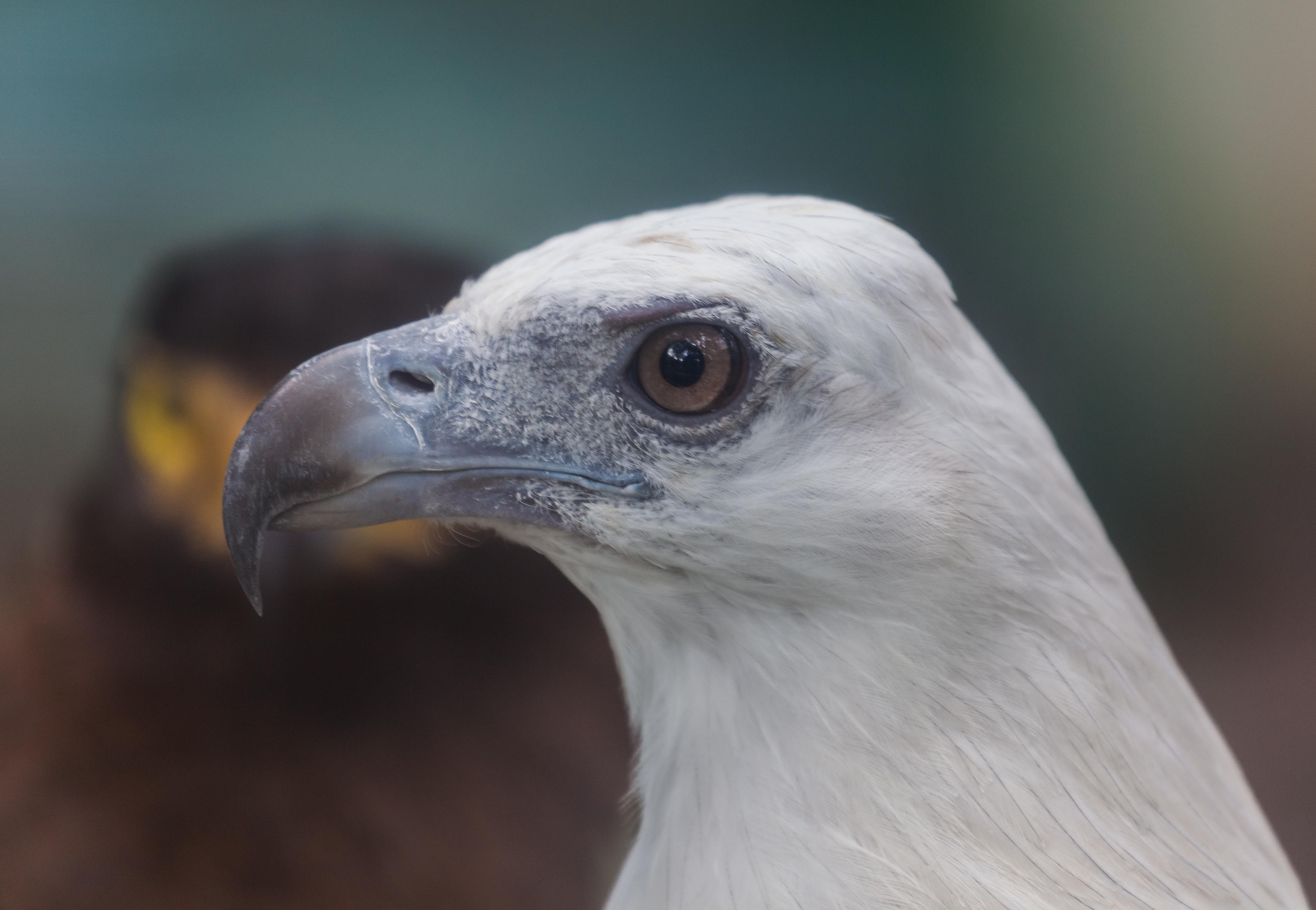
Một con Đại bàng bụng trắng tại Thảo Cầm Viên Sài Gòn

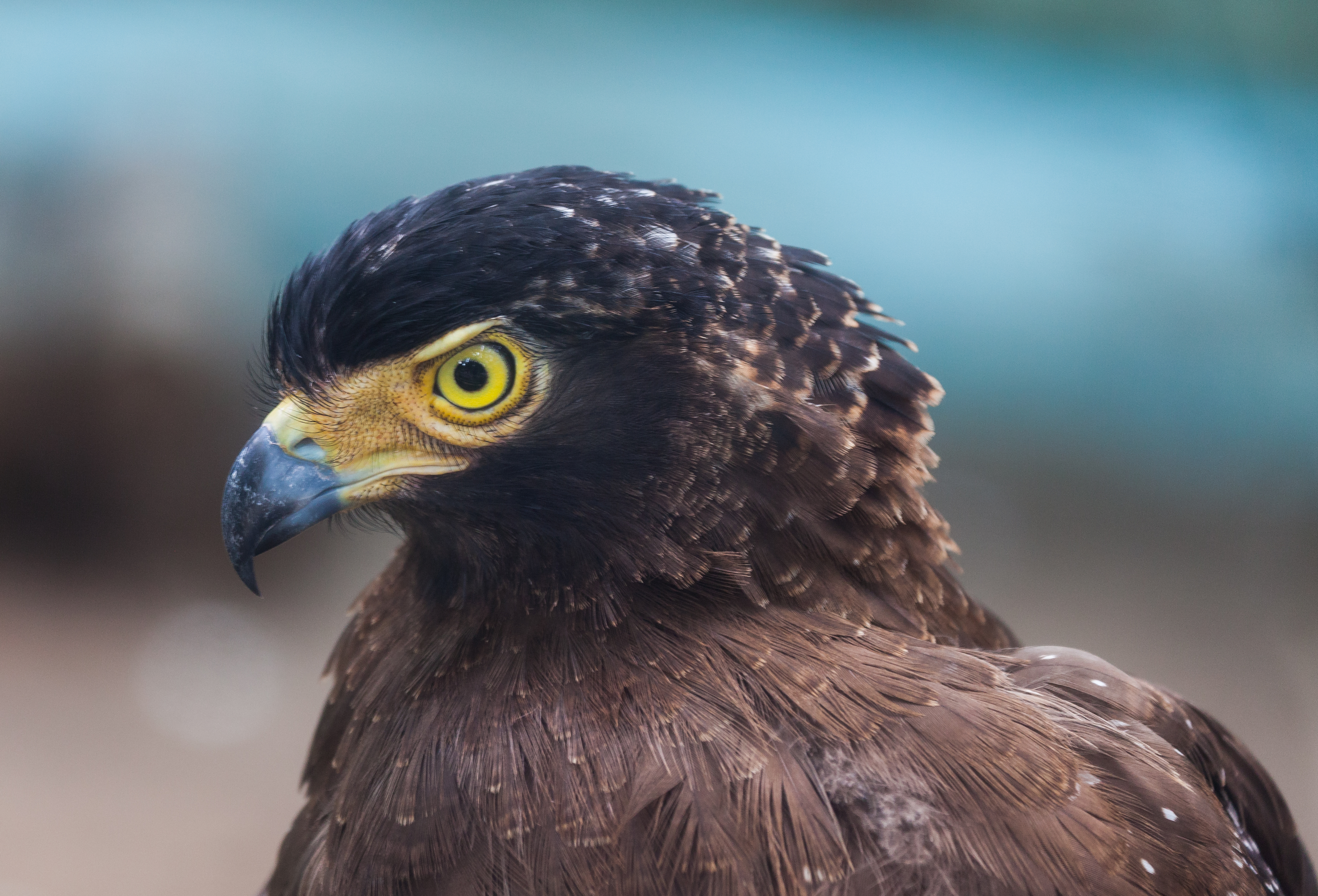
Một con Diều hoa Miến Điện tại Thảo Cầm Viên Sài Gòn

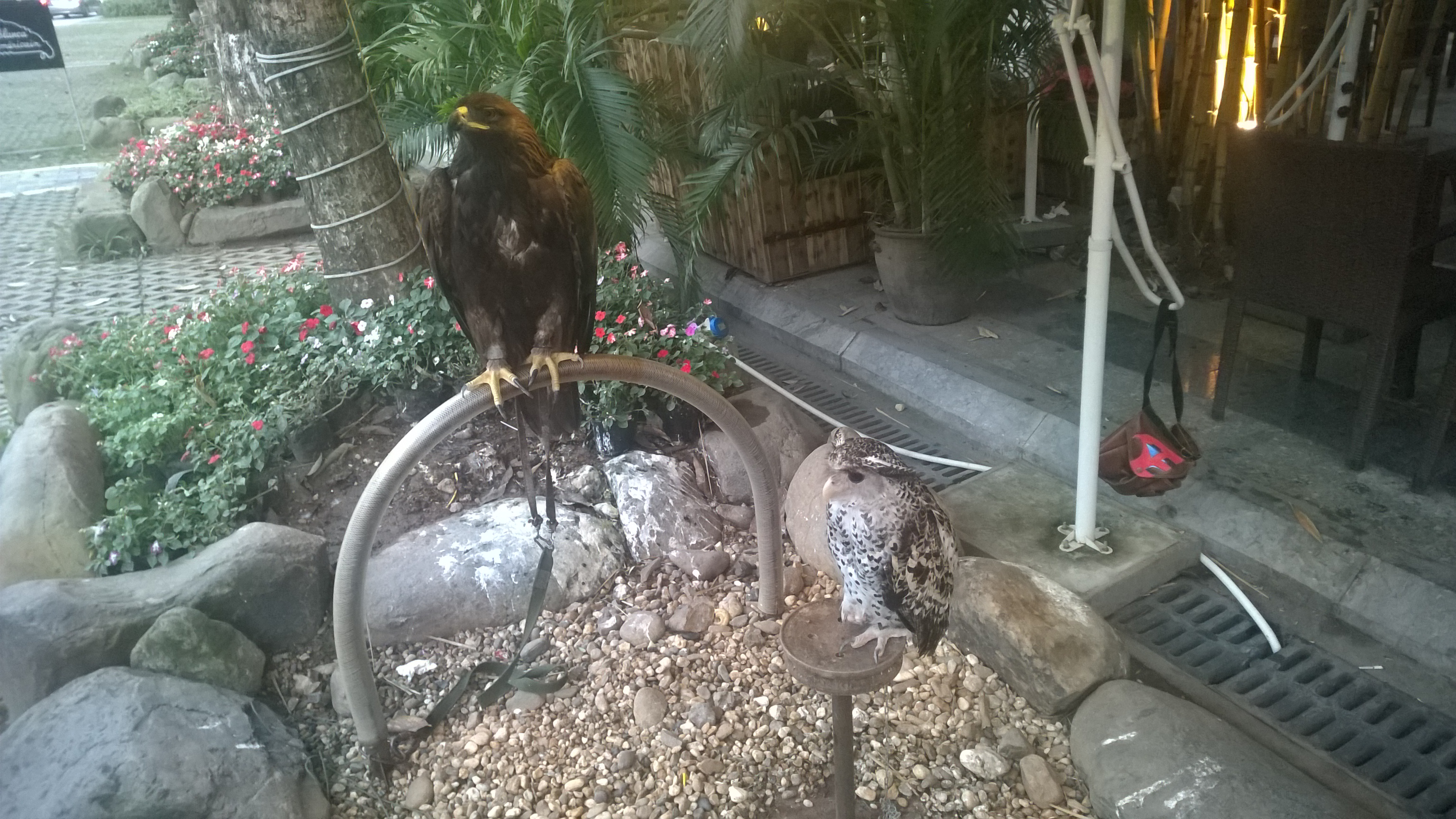
Một con đại bàng ở Hà Nội

Có 233 loài trên thế giới, trong đó tại Việt Nam có 38 loài.
- Diều hoa Jerdon Aviceda jerdoni
- Diều mào Aviceda leuphotes
- Diều ăn ong Pernis ptilorhynchus
- Diều trắng Elanus caeruleus
- Diều hâu Milvus migrans
- Diều lửa Haliastur indus
- Đại bàng bụng trắng Haliaeetus leucogaster
- Đại bàng biển đuôi trắng Haliaeetus leucoryphus
- Diều cá bé Ichthyophaga humilis
- Diều cá đầu xám Ichthyophaga ichthyaetus
- Kền kền Bengan Gyps bengalensis
- Kền kền Ấn Độ Gyps indicus
- Đại bàng đầu trọc Aegypius monachus
- Ó tai hay kền kền đầu đỏ Sarcogyps calvus
- Ó tai Circaetus gallicus
- Diều hoa Miến Điện Spilornis cheela
- Diều đầu trắng Circus aeruginosus
- Diều đầu trắng Circus spilonotus
- Diều mướp Circus cyaneus
- Diều mướp Circus melanoleucos
- Ưng Ấn Độ Accipiter trivirgatus
- Ưng xám Accipiter badius
- Ưng lưng đen Accipiter soloensis
- Ưng Nhật Bản Accipiter gularis
- Ưng lớn Accipiter virgatus
- Bồ cắt Accipiter nisus
- Ưng lớn hay ó ngỗng Accipiter gentilis
- Diều xám Butastur liventer
- Diều Ấn Độ Butastur indicus
- Diều Nhật Bản hay Ó buteo Buteo buteo
- Đại bàng Mã Lai Ictinaetus malayensis
- Đại bàng đen Aquila clanga
- Đại bàng đầu nâu Aquila heliaca
- Đại bàng má trắng Aquila fasciatus
- Đại bàng bụng hung Aquila kienerii
- Diều đầu nâu Spizaetus cirrhatus
- Spizaetus floris
- Diều núi hay đại bàng núi Nisaetus nipalensis nipalensis

## HọCắt
Bộ: Falconiformes
Họ: Falconidae

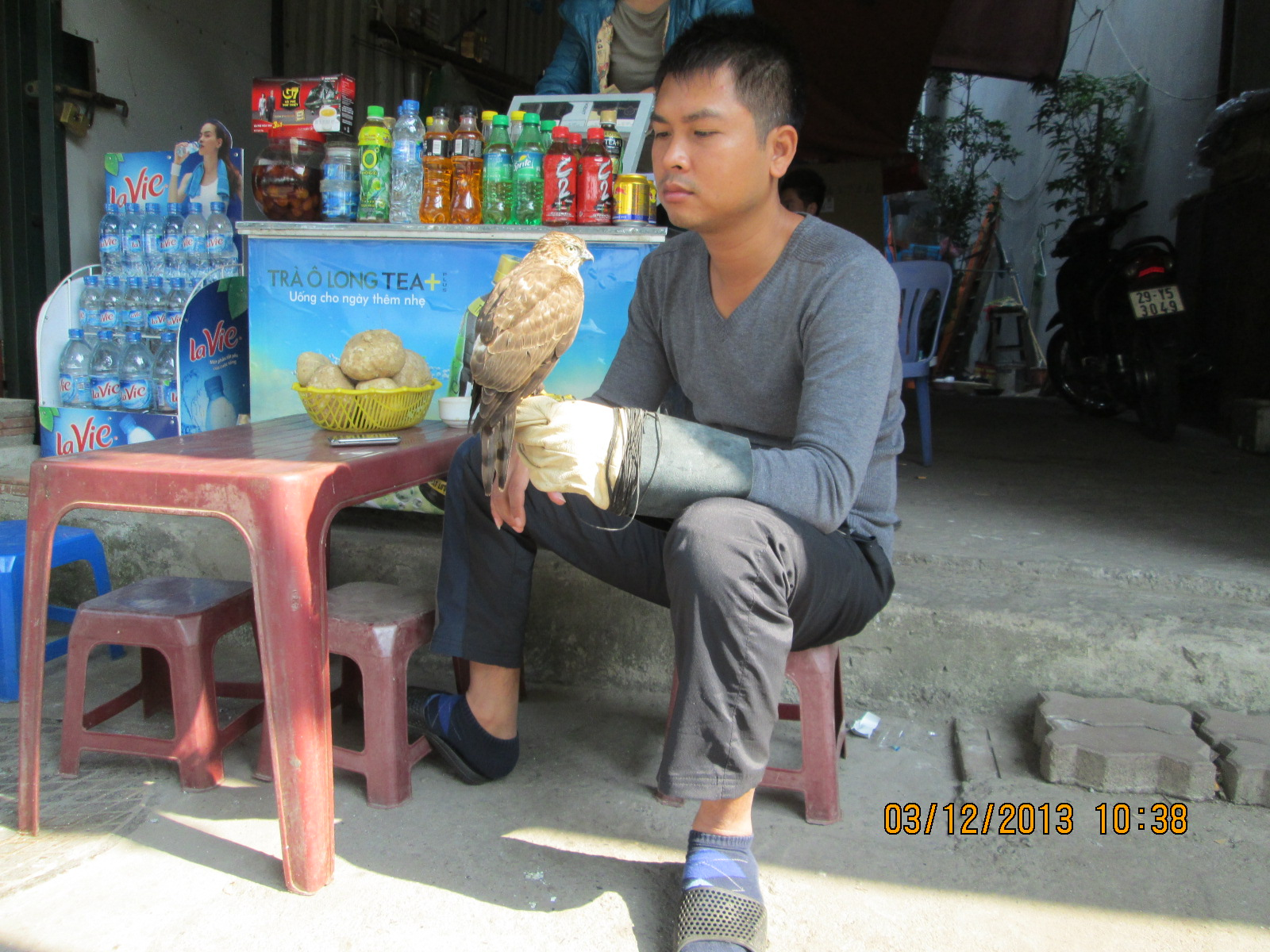
Một con chim cắt đang được nuôi ở Hà Nội

Có 62 loài trên thế giới, trong đó tại Việt Nam có 10 loài.
- Cắt nhỏ họng trắng Polihierax insignis
- Cắt nhỏ bụng hung Microhierax caerulescens
- Cắt nhỏ bụng trắng Microhierax melanoleucus
- Cắt lưng hung Falco tinnunculus
- Cắt Amur Falco amurensis
- Cắt lưng xám Falco columbarius
- Cắt Trung Quốc Falco subbuteo
- Cắt bụng hung Falco severus
- Cắt Ấn Độ Falco jugger
- Cắt lớn Falco peregrinus

## HọTrĩ
Bộ: Galliformes
Họ: Phasianidae
Có 156 loài trên thế giới, trong đó tại Việt Nam có 24 loài.
- Chim đa đa Francolinus pintadeanus

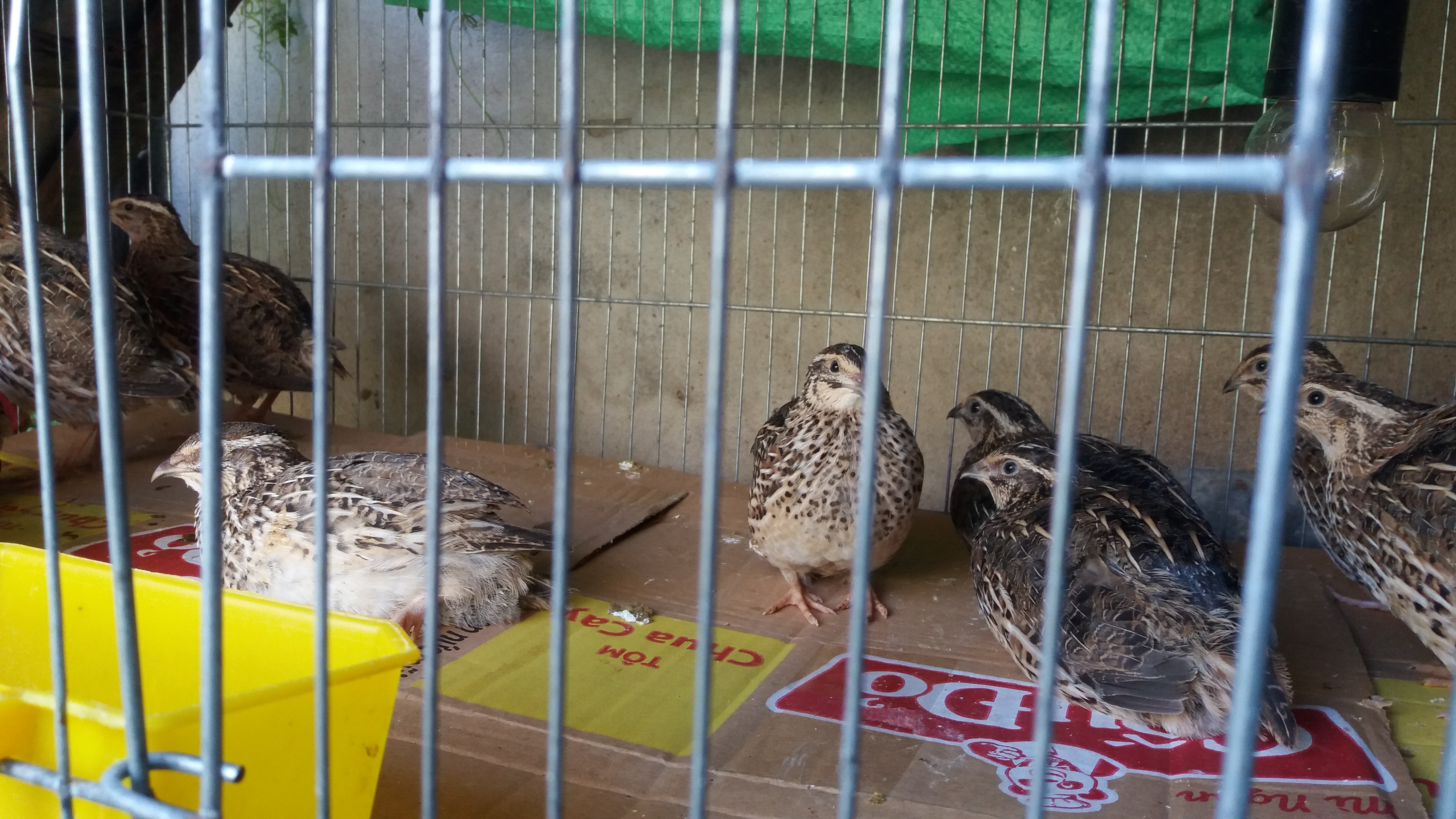
Chim cút được nuôi ở Việt Nam

- Chim cút Nhật Bản hay chim đỗ quyên Coturnix japonica
- Chim cút Ấn Độ Coturnix coromandelica
- Chim cút ngực lam hay quế hoa tước, chim cút Trung Quốc Coturnix chinensis
- Gà so họng đen Arborophila torqueola
- Gà so họng hung Arborophila rufogularis
- Gà so họng trắng Arborophila brunneopectus
- Gà so cổ hung Arborophila davidi (E)
- Gà so ngực gụ Arborophila chloropus
- Gà so Trung Bộ Arborophila merlini (E)
- Gà so ngực gụ Arborophila charltonii
- Gà so hay gà so núi Bambusicola fytchii
- Gà lôi tía Tragopan temminckii
- Gà rừng Gallus gallus
- Gà lôi lam mào đen Lophura imperialis (E)
- Gà lôi lam mào trắng Lophura edwardsi (E) (EN)
- Gà lôi lam đuôi trắng Lophura hatinhensis (E) (EN)
- Gà lôi trắng Lophura nycthemera
- Gà lôi hông tía Lophura diardi
- Trĩ đỏ Phasianus colchicus
- Gà tiền mặt đỏ Polyplectron germaini (E)
- Gà tiền mặt vàng Polyplectron bicalcaratum
- Trĩ sao Rheinardia ocellata
- Công, công lục hay công Java Pavo muticus (EN)
  - Công lục Đông Dương

## HọSếu
Bộ: Gruiformes
Họ: Gruidae
Có 15 loài trên thế giới, trong đó tại Việt Nam có 3 loài.
- Sếu đầu đỏ hay sếu cổ trụi Grus antigone
- Sếu cổ trắng Grus grus
- Sếu xám Grus nigricollis

## HọGà nước
Bộ: Gruiformes
Họ: Rallidae
Có 143 loài trên thế giới, trong đó tại Việt Nam có 15 loài.
- Gà nước họng nâu Rallina fasciata
- Gà nước họng trắng Rallina eurizonoides
- Gà nước vằn Gallirallus striatus
- Gà nước Ấn Độ Rallus aquaticus
- Crex crex (A)
- Cuốc chân đỏ Amaurornis akool
- Cuốc ngực trắng Amaurornis phoenicurus
- Cuốc ngực xám Amaurornis bicolor
- Cuốc lùn Porzana pusilla
- Cuốc ngực nâu Porzana fusca
- Cuốc nâu Porzana paykullii
- Cúm núm hay Gà đồng Gallicrex cinerea
- Trích hay Xít Porphyrio porphyrio
- Kịch Gallinula chloropus
- Sâm cầm Fulica atra

## Họ Chân bơi
Bộ: Gruiformes
Họ: Heliornithidae
Có 3 loài trên thế giới, trong đó tại Việt Nam có 1 loài.
- Chân bơi Heliopais personata

## Họ Ô tác
Bộ truyền thống: Gruiformes, hiện tại: Otidiformes
Họ: Otididae
Có 26 loài trên thế giới, trong đó tại Việt Nam có 1 loài.
- Ô tác Bengal hay ô tác Nam Á Houbaropsis bengalensis

## Họ Cun cút
Bộ truyền thống: Gruiformes, hiện tại: Charadriiformes
Họ: Turnicidae
Có 16 loài trên thế giới, trong đó tại Việt Nam có 3 loài.
- Cun cút nhỏ Turnix sylvatica
- Cun cút chân vàng hay cun cút lưng hung Turnix tanki
- Cun cút sọc hay cun cút lưng nâu Turnix suscitator

## HọGà lôi nước
Bộ: Charadriiformes
Họ: Jacanidae
Có 8 loài trên thế giới, trong đó tại Việt Nam có 2 loài.
- Gà lôi nước Hydrophasianus chirurgus
- Gà lôi nước Ấn Độ Metopidius indicus

## Họ Nhát hoa
Bộ: Charadriiformes
Họ: Rostratulidae
Có 2 loài trên thế giới, trong đó tại Việt Nam có 1 loài.
- Nhát hoa Rostratula benghalensis

## Họ Cà kheo
Bộ: Charadriiformes
Họ: Recurvirostridae
Có 9 loài trên thế giới, trong đó tại Việt Nam có 2 loài.
- Cà kheo cổ đen Himantopus himantopus
- Cà kheo đen Recurvirostra avosetta

## HọBurin
Bộ: Charadriiformes
Họ: Burhinidae
Có 9 loài trên thế giới, trong đó tại Việt Nam có 2 loài.
- Burin Burhinus oedicnemus
- Rẽ mỏ to lớn Burhinus recurvirostris

## Họ Dô nách
Bộ: Charadriiformes
Họ: Glareolidae
Có 17 loài trên thế giới, trong đó tại Việt Nam có 1 loài.
- Dô nách nâuGlareola maldivarum

## Họ Choi choi
Bộ: Charadriiformes
Họ: Charadriidae
Có 66 loài trên thế giới, trong đó tại Việt Nam có 13 loài.
- Te mào Vanellus vanellus
- Te cựa Vanellus duvaucelii
- Te vàng Vanellus cinereus
- Te vặt Vanellus indicus
- Choi choi vàng Pluvialis fulva
- Choi choi xám Pluvialis squatarola
- Choi choi mỏ dài Charadrius placidus
- Choi choi nhỏ Charadrius dubius
- Choi choi khoang cổ Charadrius alexandrinus
- Choi choi lưng đen Charadrius peronii
- Choi choi Mông Cổ Charadrius mongolus
- Choi choi lớn Charadrius leschenaultii
- Choi choi châu Á Charadrius veredus

## Họ Dẽ
Bộ: Charadriiformes
Họ: Scolopacidae
Có 89 loài trên thế giới, trong đó tại Việt Nam có 35 loài.
- Dẽ gà Scolopax rusticola
- Dẽ giun Lymnocryptes minimus
- Dẽ giun lớn hay dẽ giun gỗ Gallinago nemoricola
- Dẽ giun châu Á hay dẽ giun nhọn đuôi Gallinago stenura
- Dẽ giun Swinhoe Gallinago megala
- Dẽ giun thường Gallinago gallinago
- Choắt chân màng lớn Limnodromus semipalmatus
- Choắt mỏ thẳng đuôi đen hay mỏ nhác Limosa limosa
- Choắt mỏ thẳng đuôi vằn Limosa lapponica
- Choắt mỏ cong bé Numenius phaeopus
- Choắt mỏ cong lớn Numenius arquata
- Choắt chân đỏ Tringa erythropus
- Choắt nâu Tringa totanus
- Choắt đốm đen Tringa stagnatilis
- Choắt lớn Tringa nebularia
- Choắt lớn mỏ vàng Tringa guttifer (EN)
- Choắt bụng trắng Tringa ochropus
- Choắt bụng xám Tringa glareola
- Choắt chân màng bé Xenus cinereus
- Choắt nhỏ Actitis hypoleucos
- Choắt lùn đuôi xám Heterosceles brevipes
- Dẽ khoang Arenaria interpres
- Dẽ lớn ngực đốm Calidris tenuirostris
- Dẽ lưng nâu Calidris canutus
- Dẽ cổ xám Calidris alba
- Dẽ cổ hung Calidris ruficollis
- Dẽ lưng đen Calidris temminckii
- Dẽ ngón dài Calidris subminuta
- Dẽ đuôi nhọn Calidris acuminata
- Dẽ bụng nâu Calidris ferruginea
- Dẽ trán trắng Calidris alpina
- Dẽ mỏ thìa Eurynorhynchus pygmeus
- Dẽ mỏ rộng Limicola falcinellus
- Dẽ lớn Philomachus pugnax
- Dẽ cổ đỏ Phalaropus lobatus

## HọMòng biển
Bộ: Charadriiformes
Họ: Laridae
Có 55 loài trên thế giới, trong đó tại Việt Nam có 8 loài.
- Mòng biển đầu trắng Larus canus
- Mòng biển chân vàng Larus argentatus
- Mòng biển chân vàng Larus heuglini
- Mòng biển chân vàng Larus cachinnans
- Mòng biển đầu nâu Larus brunnicephalus
- Mòng biển Larus ridibundus
- Mòng biển mỏ ngắn Larus saundersi
- Mòng biển mỏ đen Larus relictus

## Nhàn
Bộ: Charadriiformes
Họ: Sternidae, IOC coi là thuộc họ Laridae.
Có 44 loài trên thế giới, trong đó tại Việt Nam có 14 loài.
- Nhàn chân đen Sterna nilotica
- Nhàn Caxpia Sterna caspia
- Nhàn mào Sterna bergii
- Nhàn hồng Sterna dougallii
- Nhàn Sumatra Sterna sumatrana
- Nhàn Sterna hirundo
- Nhàn nhỏ Sterna albifrons
- Nhàn bụng đen Sterna acuticauda
- Nhàn lưng nâu Sterna anaethetus
- Nhàn nâu Sterna fuscata
- Nhàn đen Chlidonias hybridus
- Nhàn xám Chlidonias leucopterus
- Nhàn đầu xám Anous stolidus
- Nhàn trắng Gygis alba

## Họ Bồ câu
Bộ: Columbiformes
Họ: Columbidae

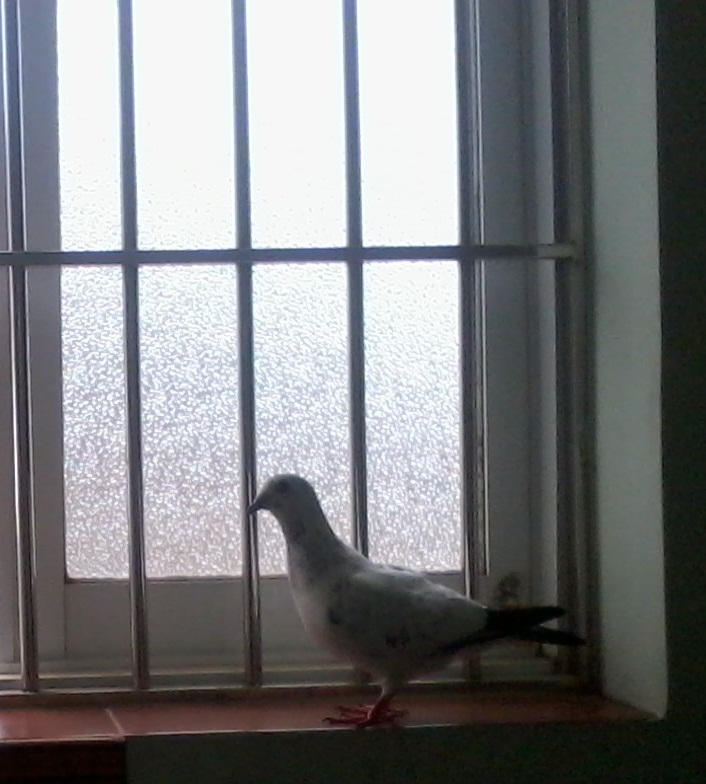
Một con bồ câu ta ở Bình Hưng Hòa A, quận Bình Tân, Thành phố Hồ Chí Minh

Có 308 loài trên thế giới, trong đó tại Việt Nam có 22 loài.
- Gầm ghì đá Columba livia (I)
- Columba pulchricollis (A)
- Bồ câu nâu Columba punicea
- Cu sen Streptopelia orientalis
- Cu ngói Streptopelia tranquebarica
- Cu gáy Streptopelia chinensis
- Gầm ghì vằn Macropygia unchall
- Gầm ghì đầu hung Macropygia ruficeps
- Cu luồng Chalcophaps indica
- Bồ câu nicoba Caloenas nicobarica
- Cu xanh đầu xám Treron vernans
- Cu xanh khoang cổ Treron bicincta
- Cu xanh đuôi đen Treron pompadora
- Cu xanh mỏ quặp Treron curvirostra
- Cu xanh chân vàng Treron phoenicoptera
- Cu xanh seimun Treron seimundi
- Cu xanh đuôi nhọn Treron apicauda
- Cu xanh sáo Treron sphenura
- Cu xanh bụng trắng Treron sieboldii
- Gầm ghì lưng xanh Ducula aenea
- Gầm ghì lưng xanh Ducula badia
- Gầm ghì trắng Ducula bicolor

## Họ Vẹt
Bộ: Psittaciformes
Họ: Psittacidae

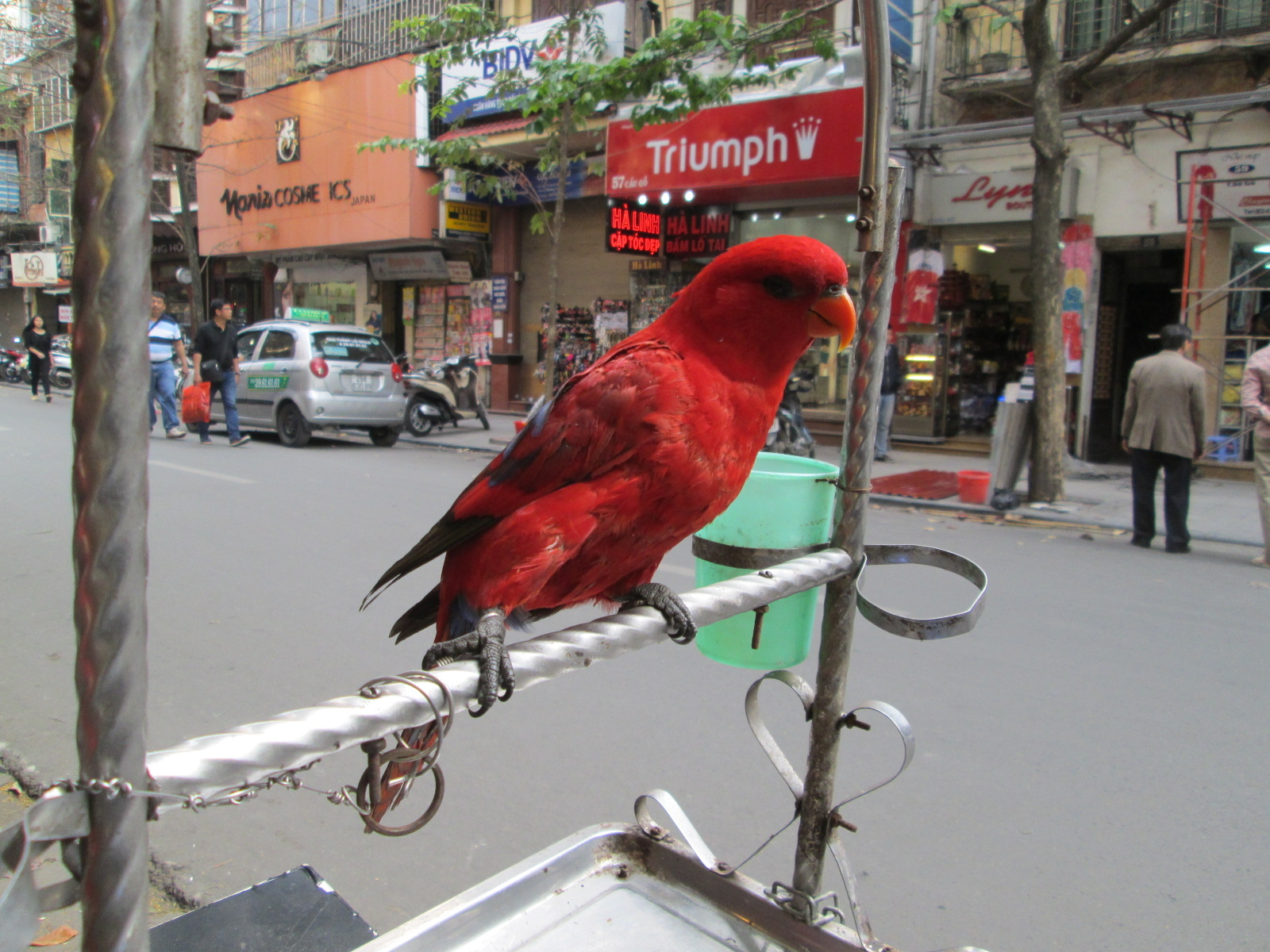
Một con vẹt tại đường cầu gỗ Hà Nội

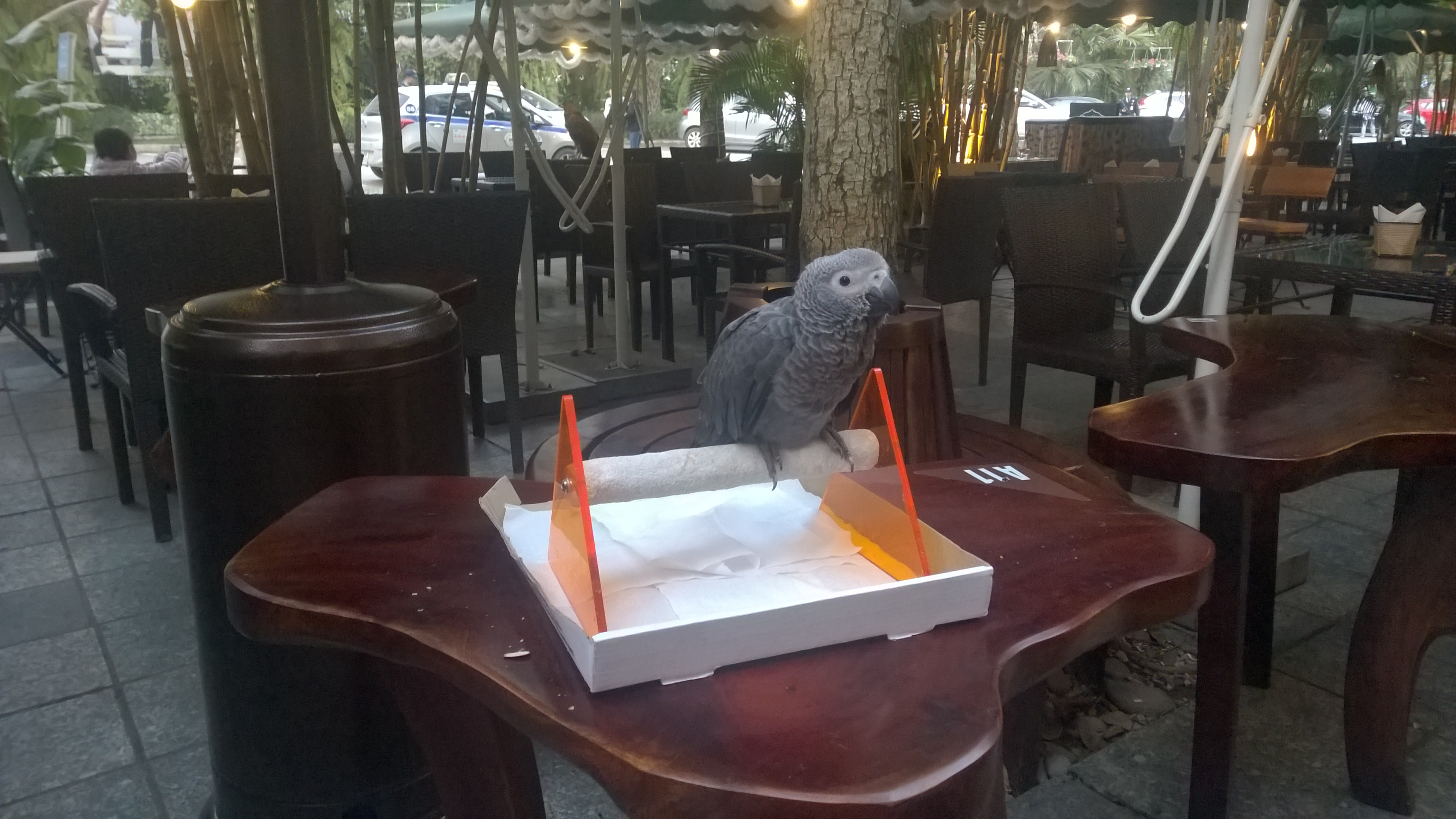

Có 335 loài trên thế giới, trong đó tại Việt Nam có 8 loài.
- Vẹt đuôi ngắn Psittinus cyanurus
- Vẹt đuôi ngắn Psittacula eupatria
  - Vẹt má vàng hay còn gọi là xích Psittacula eupatria siamensis: Là phân loài phân bố ở Việt Nam
- Vẹt cổ hồng Psittacula krameri (I)
- Vẹt đầu xám Psittacula finschii
- Vẹt đầu hồng Psittacula roseata
- Vẹt ngực đỏ Psittacula alexandri
- Vẹt đuôi dài Psittacula longicauda
- Vẹt lùn Loriculus vernalis

## HọCu cu
Bộ: Cuculiformes
Họ: Cuculidae
Có 138 loài trên thế giới, trong đó tại Việt Nam có 20 loài.
- Khát nước Clamator coromandus
- Chèo chẹo lớn Cuculus sparverioides
- Cuculus hyperythrus
- Bắt cô trói cột Cuculus micropterus
- Cu cu Cuculus canorus
- Cu cu phương đông Cuculus saturatus
- Cuculus horsfieldi
- Cu cu nhỏ Cuculus poliocephalus
- Tìm vịt vằn Cacomantis sonneratii
- Tìm vịt Cacomantis merulinus
- Tìm vịt nhỏ, tìm vịt trán trắng Chrysococcyx minutillus
- Tìm vịt lục bảo châu Á, tìm vịt xanh Chrysococcyx maculatus
- Tìm vịt tím Chrysococcyx xanthorhynchus
- Cu cu đen châu Á Surniculus lugubris
- Tu hú châu Á Eudynamys scolopacea
- Phướn nhỏ Phaenicophaeus diardi
- Phướn Phaenicophaeus tristis
- Phướn đất mỏ đỏ san hô hay phướn đất Carpococcyx renauldi
- Bìm bịp lớn Centropus sinensis
- Bìm bịp nhỏ Centropus bengalensis

## Họ Cú lợn
Bộ: Strigiformes
Họ: Tytonidae

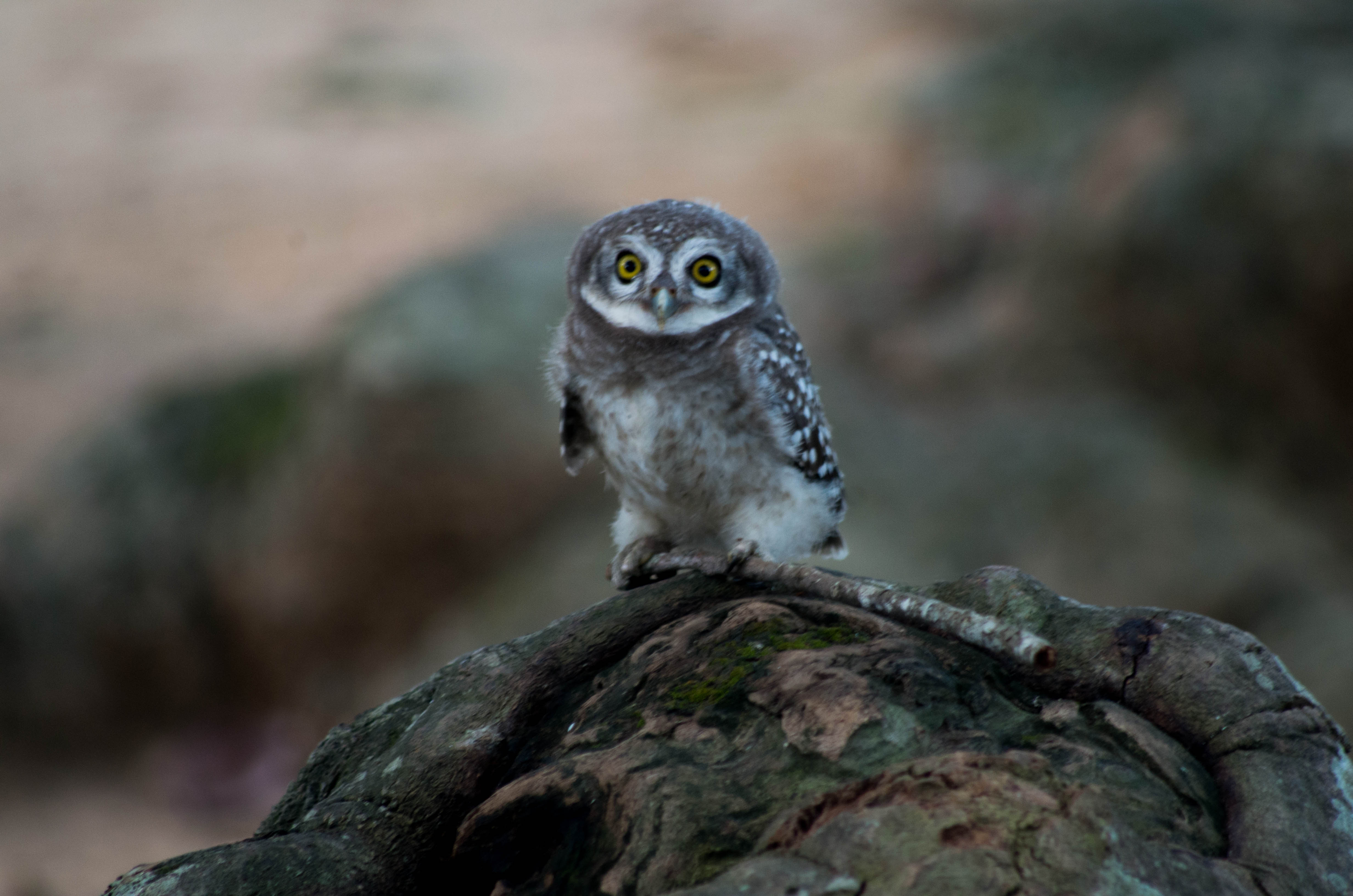
Một con cú ở Trà Vinh

Có 16 loài trên thế giới, trong đó tại Việt Nam có 3 loài.
- Tyto longimembris
- Cú lợn lưng xám Tyto alba nay tách riêng ra thành Tyto javanica (Cú lợn phương Đông)
- Cú lợn rừng Phodilus badius

## Họ Cú mèo
Bộ: Strigiformes
Họ: Strigidae
Có 195 loài trên thế giới, trong đó tại Việt Nam có 16 loài.
- Cú mèo latusơ Otus spilocephalus
- Cú mèo khoang cổ Otus lettia
- Cú mèo khoang cổ Otus lempiji
- Cú mèo nhỏ Otus sunia
- Dù dì Nêpan Bubo nipalensis

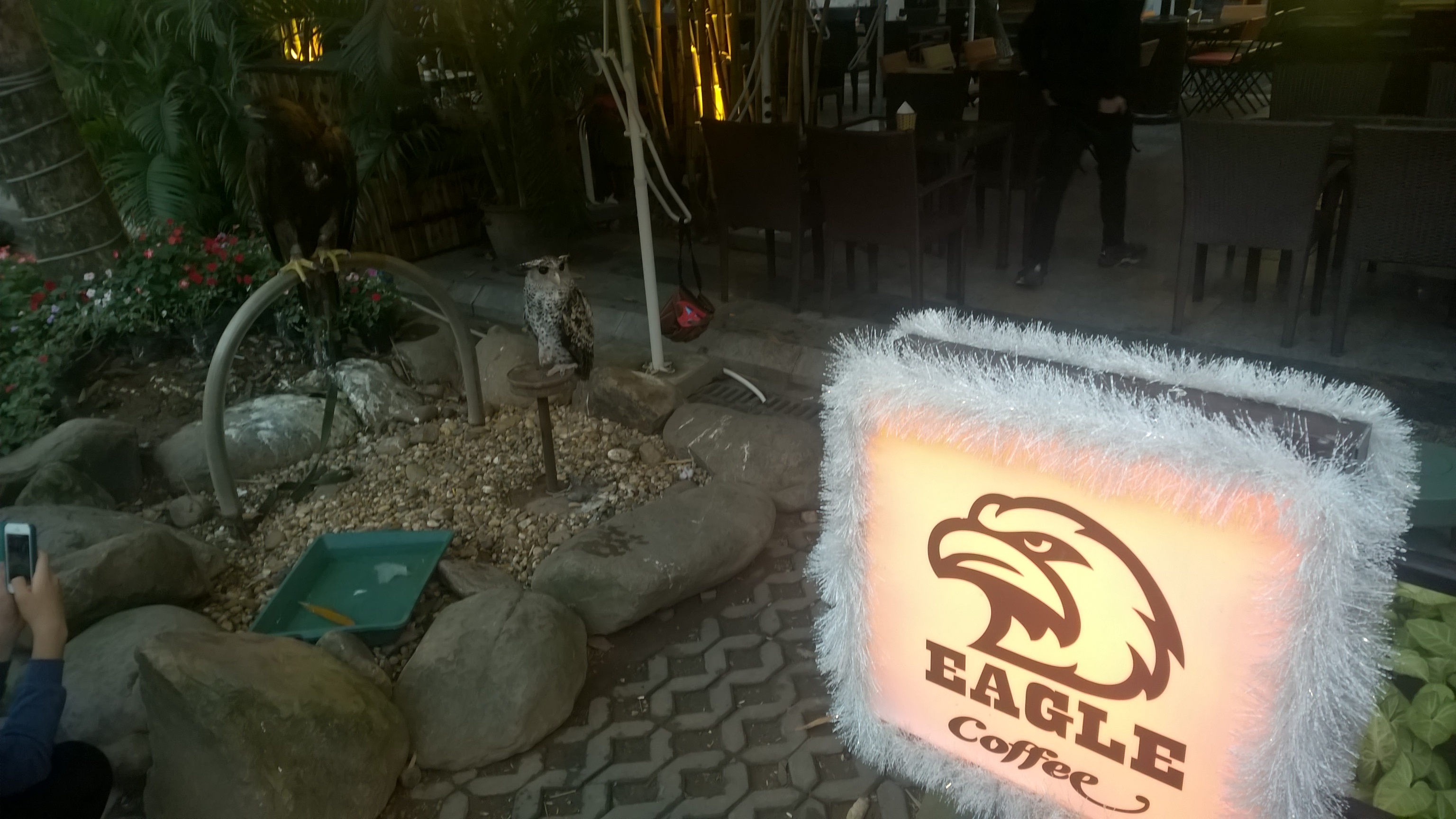
Một con cú mèo ở Hà Nội

- Dù dì phương đôngKetupa zeylonensis
- Dù dì hung Ketupa flavipes
- Dù dì kếtupu Ketupa ketupu
- Hù phương đông Strix seloputo
- Hù Lào Strix leptogrammica
- Hù nivicon Strix aluco
- Cú vọ mặt trắng Glaucidium brodiei
- Cú vọ dơlacua Glaucidium cuculoides
- Hù trán trắng Athene brama
- Cú vọ lưng nâu Ninox scutulata
- Cú lửa Asio flammeus

## Họ Cú muỗi mỏ quặp
Bộ: Caprimulgiformes
Họ: Podargidae
Có 12 loài trên thế giới, trong đó tại Việt Nam có 2 loài. 
- Cú muỗi mỏ quặp Batrachostomus hodgsoni
- Batrachostomus javensis

## Họ Cú muỗi
Bộ: Caprimulgiformes
Họ: Caprimulgidae
Có 86 loài trên thế giới, trong đó tại Việt Nam có 5 loài.
- Cú muỗi mào Eurostopodus macrotis
- Cú muỗi Ấn Độ Caprimulgus indicus
- Cú muỗi đuôi dài Caprimulgus macrurus
- Cú muỗi châu Á Caprimulgus asiaticus
- Cú muỗi lưng xám Caprimulgus affinis

## Họ Yến
Bộ: Apodiformes
Họ: Apodidae
Có 98 loài trên thế giới, trong đó tại Việt Nam có 11 loài.
- Yến núi Aerodramus brevirostris
- Aerodramus rogersi
- Aerodramus maximus
- Yến hàng Aerodramus fuciphagus
- Yến hông xám Aerodramus germani
- Yến đuôi nhọn họng trắng hay yến đuôi cứng hông trắng Hirundapus caudacutus
- Yến đuôi nhọn lưng bạc hay yến đuôi cứng bụng trắng Hirundapus cochinchinensis
- Yến đuôi nhọn lưng nâu hay yến đuôi cứng lớn Hirundapus giganteus
- Yến cọ châu Á hay yến cọ Cypsiurus balasiensis
- Yến hông trắng Apus pacificus
- Yến cằm trắng Apus nipalensis

## Họ Yến mào
Bộ: Apodiformes
Họ: Hemiprocnidae
Có 4 loài trên thế giới, trong đó tại Việt Nam có 1 loài.
- Yến mào Hemiprocne coronata

## Họ Nuốc
Bộ: Trogoniformes
Họ: Trogonidae
Có 33 loài trên thế giới, trong đó tại Việt Nam có 3 loài.
- Nuốc bụng đỏ Harpactes erythrocephalus
- Nuốc bụng vàng Harpactes oreskios
- Nuốc đuôi hồng Harpactes wardi

## Họ Bồng chanh(Sả,Bói cá)
Bộ: Coraciiformes
Họ: Alcedinidae
Có 93 loài trên thế giới, trong đó tại Việt Nam có 12 loài.
- Bồng chanh rừng Alcedo hercules
- Bồng chanh, bói cá châu Âu, bói cá sông Alcedo atthis
- Bồng chanh tai xanh Alcedo meninting
- Bồng chanh đỏ, bồng chanh lưng đen Ceyx erithacus
- Sả vằn Lacedo pulchella
- Sả mỏ rộng Pelargopsis capensis
- Sả hung Halcyon coromanda
- Sả đầu nâu Halcyon smyrnensis
- Sả đầu đen Halcyon pileata
- Sả khoang cổ Todirhamphus chloris
- Bói cá lớn Megaceryle lugubris
- Bói cá nhỏ Ceryle rudis

## Họ Trảu
Bộ: Coraciiformes
Họ: Meropidae
Có 26 loài trên thế giới, trong đó tại Việt Nam có 5 loài.
- Trảu lớn Nyctyornis athertoni
- Trảu đầu hung Merops orientalis
- Trảu đầu nâu Merops viridis
- Trảu ngực nâu Merops philippinus
- Trảu họng vàng Merops leschenaulti

## Họ Sả rừng(họ Trả)
Bộ: Coraciiformes
Họ: Coraciidae
Có 12 loài trên thế giới, trong đó tại Việt Nam có 2 loài.
- Sả rừng Coracias benghalensis
- Yểng quạ Eurystomus orientalis

## Họ Đầu rìu
Bộ truyền thống: Coraciiformes, hiện tại Bucerotiformes
Họ: Upupidae
Có 2 loài trên thế giới, trong đó tại Việt Nam có 1 loài.
- Đầu rìu Upupa epops

## Họ Hồng hoàng
Bộ truyền thống: Coraciiformes, hiện tại Bucerotiformes
Họ: Bucerotidae
Có 57 loài trên thế giới, trong đó tại Việt Nam có 7 loài.
- Cao cát bụng trắng Anthracoceros albirostris
- Cao cát đen Anthracoceros malayanus
- Hồng hoàng Buceros bicornis
- Anorrhinus austeni
- Niệc đầu trắng Aceros comatus
- Niệc cổ hung Aceros nipalensis
- Niệc mỏ vằn Aceros undulatus

## Họ Cu rốc
Bộ: Piciformes
Họ: Megalaimidae
Có 84 loài trên thế giới, trong đó tại Việt Nam có 10 loài.
- Cu rốc lớn hay Thầy chùa lớn Megalaima virens
- Cu rốc đít đỏ hay Thầy chùa đít đỏ Megalaima lagrandieri
- Cu rốc bụng nâu hay Thầy chùa bụng nâu Megalaima lineata
- Cu rốc đầu xám hay Thầy chùa đầu xám Megalaima faiostricta
- Cu rốc đầu vàng Megalaima franklinii
- Cu rốc trán vàng Megalaima oorti
- Cu rốc họng xanh hay Cu rốc đầu đỏ Megalaima asiatica
- Cu rốc tai đen Megalaima incognita
- Cu rốc đầu đen Megalaima australis
- Cu rốc cổ đỏ Megalaima haemacephala

## Họ Gõ kiến
Bộ: Piciformes
Họ: Picidae
Có 218 loài trên thế giới, trong đó tại Việt Nam có 26 loài.
- Vẹo cổ Jynx torquilla
- Gõ kiến lùn đầu vàng Picumnus innominatus
- Gõ kiến lùn mày trắng Sasia ochracea
- Gõ kiến nhỏ nâu xám Dendrocopos canicapillus
- Gõ kiến nhỏ mày trắng Dendrocopos macei
- Gõ kiến nhỏ ngực đốm Dendrocopos atratus
- Gõ kiến nhỏ bụng hung Dendrocopos hyperythrus
- Gõ kiến nhỏ trán vàng Dendrocopos darjellensis
- Gõ kiến nhỏ ngực đỏ Dendrocopos cathpharius
- Gõ kiến nhỏ sườn đỏ Dendrocopos major
- Gõ kiến nâu Celeus brachyurus
- Gõ kiến đen bụng trắng Dryocopus javensis
- Gõ kiến xanh cánh đỏ Picus chlorolophus
- Gõ kiến xanh gáy vàng Picus flavinucha
- Gõ kiến xanh bụng vàng Picus vittatus
- Gõ kiến xanh bụng vằn Picus xanthopygaeus
- Gõ kiến đầu đỏ hay Gõ kiến xanh cổ đỏ Picus rabieri
- Gõ kiến xanh hông đỏ Picus erythropygius
- Gõ kiến xanh gáy đen Picus canus
- Gõ kiến vàng nhỏ Dinopium javanense
- Gõ kiến vàng lớn Chrysocolaptes lucidus
- Gõ kiến nâu đỏ Gecinulus grantia
- Gõ kiến nâu cổ đỏ Blythipicus pyrrhotis
- Gõ kiến đầu rằn Meiglyptes jugularis
- Gõ kiến đen họng trắng Hemicircus canente
- Gõ kiến xám Mulleripicus pulverulentus

## Họ Mỏ rộng
Bộ: Passeriformes
Họ: Eurylaimidae
Có 15 loài trên thế giới, trong đó tại Việt Nam có 5 loài.
- Mỏ rộng đen hay mỏ rộng tối màu Corydon sumatranus
- Mỏ rộng đỏ hay mỏ rộng đen đỏ Cymbirhynchus macrorhynchos
- Mỏ rộng hồng hay mỏ rộng sọc dọc Eurylaimus javanicus
- Mỏ rộng xanh hay mỏ rộng đuôi dài Psarisomus dalhousiae
- Mỏ rộng hung hay mỏ rộng ngực bạc Serilophus lunatus

## Họ Đuôi cụt
Bộ: Passeriformes
Họ: Pittidae
Có 32 loài trên thế giới, trong đó tại Việt Nam có 9 loài.
- Đuôi cụt nâu hay đuôi cụt có tai Pitta phayrei
- Đuôi cụt gáy xanh Pitta nipalensis
- Đuôi cụt đầu xám Pitta soror
- Đuôi cụt đầu hung hay đuôi cụt gáy bạc Pitta oatesi
- Đuôi cụt đầu đỏ hay đuôi cụt lam Pitta cyanea
- Đuôi cụt bụng sọc ngang Pitta elliotii
- Đuôi cụt đầu đen hay đuôi cụt mào Pitta sordida
- Đuôi cụt bụng đỏ hay đuôi cụt tiên Pitta nympha
- Đuôi cụt cánh xanh Pitta moluccensis

## Họ Sơn ca
Bộ: Passeriformes
Họ: Alaudidae
Có 91 loài trên thế giới, trong đó tại Việt Nam có 3 loài.
- Sơn ca Java Mirafra javanica
- Sơn ca Đông Dương Mirafra erythrocephala
- Sơn ca phương Đông Alauda gulgula

## Họ Én
Bộ: Passeriformes
Họ: Hirundinidae
Có 75 loài trên thế giới, trong đó tại Việt Nam có 11 loài.
- Én cát hay nhạn nâu xám Riparia riparia
- Én cát họng nâu hay nhạn nâu đỏ Riparia paludicola
- Én núi đá tối màu hay nhạn nâu hung Ptyonoprogne concolor
- Nhạn bụng trắng Hirundo rustica
- Nhạn Thái Bình Dương hay nhạn đuôi đen Hirundo tahitica
- Nhạn đuôi cứng hay nhạn đầu hung Hirundo smithii
- Nhạn phao câu đỏ hay nhạn bụng xám Cecropis daurica
- Nhạn bụng hung Cecropis badia
- Én nhà hay nhạn hông trắng Siberi Delichon urbica
- Én nhà châu Á hay nhạn hông trắng châu Á Delichon dasypus
- Én nhà Nepal hay nhạn hông trắng Nepal Delichon nipalensis

## Họ Chìa vôi
Bộ: Passeriformes
Họ: Motacillidae
Có 54 loài trên thế giới, trong đó tại Việt Nam có 12 loài.
- Chìa vôi rừng Dendronanthus indicus
- Chìa vôi trắng Motacilla alba
- Chìa vôi lưng đen Motacilla lugens
- Chìa vôi đầu vàng Motacilla citreola
- Chìa vôi vàng hay chìa vôi đầu lam Motacilla flava
- Chìa vôi xám hay chìa vôi núi Motacilla cinerea
- Manh lớn Anthus rufulus
- Manh Vân Nam Anthus hodgsoni
- Manh họng đỏ Anthus cervinus
- Manh hồng Anthus roseatus
- Manh Nhật Bản Anthus spinoletta
- Manh lưng đỏ Anthus rubescens (A)

## Họ Phường chèo
Bộ: Passeriformes
Họ: Campephagidae
Có 82 loài trên thế giới, trong đó tại Việt Nam có 12 loài.
- Phường chèo xám lớn Coracina macei
- Phường chèo xám nhỏ Coracina polioptera
- Phường chèo xám Coracina melaschistos
- Phường chèo hồng Pericrocotus roseus
- Phường chèo cánh trắng Pericrocotus cantonensis
- Phường chèo trắng lớn Pericrocotus divaricatus
- Phường chèo nhỏ Pericrocotus cinnamomeus
- Phường chèo đỏ đuôi dài Pericrocotus ethologus
- Phường chèo đỏ mỏ ngắn Pericrocotus brevirostris
- Phường chèo đỏ lớn Pericrocotus flammeus
- Phường chèo má xám Pericrocotus solaris
- Phường chèo đen Hemipus picatus

## Họ Chào mào
Bộ: Passeriformes
Họ: Pycnonotidae

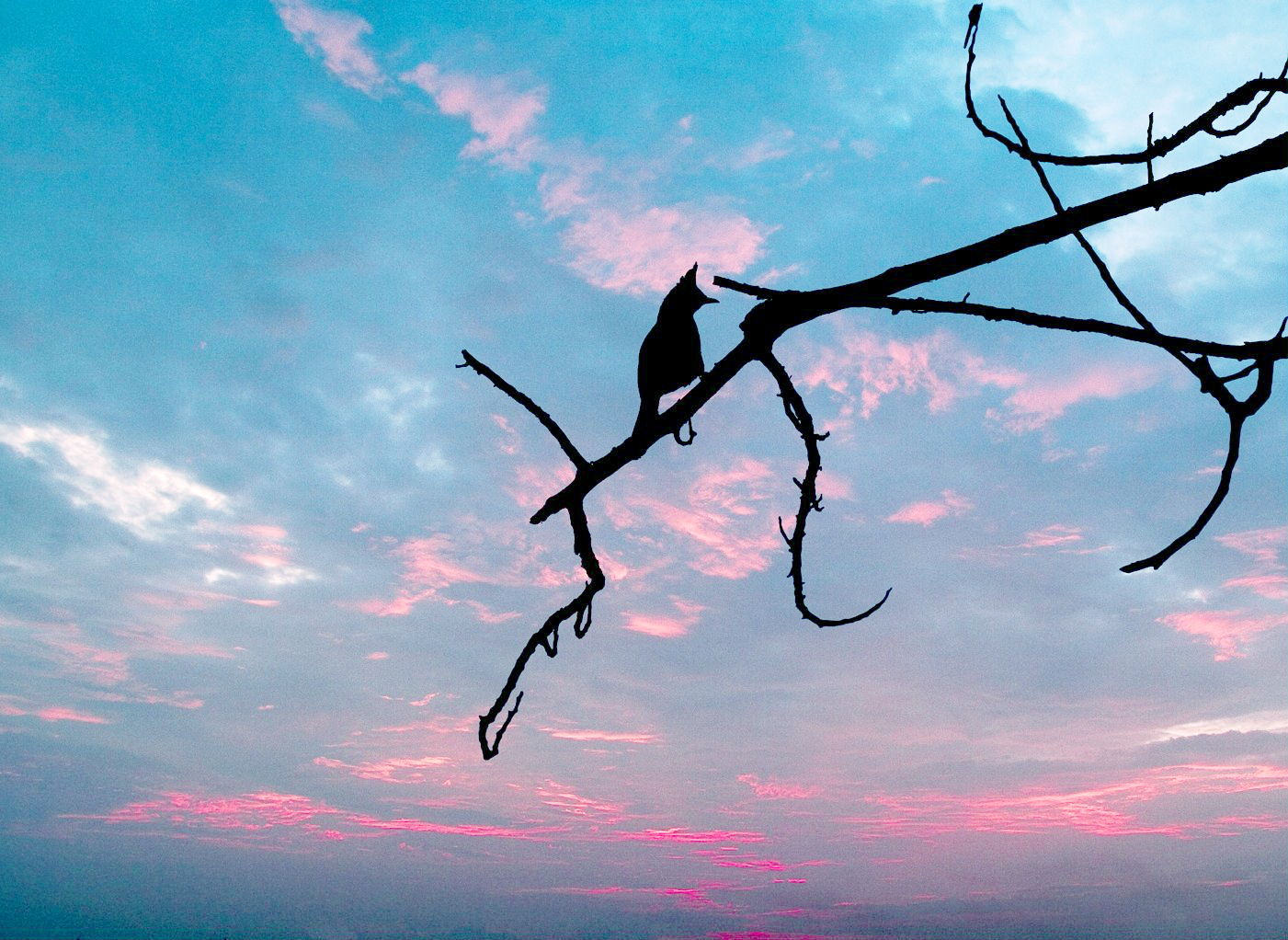
Hình chụp nghệ thuật một con chim chào mào ở Việt Nam

Có 130 loài trên thế giới, trong đó tại Việt Nam có 20 loài.
- Chào mào mỏ lớn Spizixos canifrons
- Chào mào khoang cổ Spizixos semitorques
- Chào mào vạch Pycnonotus striatus
- Chào mào vàng đầu đen Pycnonotus atriceps
- Chào mào vàng mào đen Pycnonotus melanicterus
- Chào mào Pycnonotus jocosus
- Bông lau ngực nâu Pycnonotus xanthorrhous
- Bông lau Trung Quốc Pycnonotus sinensis
- Bông lau tai trắng hay Bông lau đít đỏ Pycnonotus aurigaster
- Bông lau họng vạch Pycnonotus finlaysoni
- Bông lau vàng Pycnonotus flavescens
- Bông lau mày trắng Pycnonotus goiavier
- Bông lau tai vằnPycnonotus blanfordi
- Cành cạch lớn Alophoixus pallidus
- Cành cạch bụng hung Alophoixus ochraceus
- Cành cạch nhỏ Iole propinqua
- Cành cạch xám Hemixos flavala
- Cành cạch hung Hemixos castanonotus
- Cành cạch núi Ixos mcclellandii
- Cành cạch đen Hypsipetes leucocephalus

## Họ Chim xanh
Bộ: Passeriformes
Họ: Chloropseidae
Có 8 loài trên thế giới, trong đó tại Việt Nam có 3 loài.
- Chim xanh Nam Bộ hay chim xanh cánh lam Chloropsis cochinchinensis
- Chim xanh trán vàng hay chim xanh ngực vàng Chloropsis aurifrons
- Chim xanh hông vàng hay chim xanh bụng cam Chloropsis hardwickii

## Họ Chim nghệ
Bộ: Passeriformes
Họ: Aegithinidae
Có 4 loài trên thế giới, trong đó tại Việt Nam có 2 loài.
- Chim nghệ ngực vàng hay chim nghệ thường Aegithina tiphia
- Chim nghệ lớn Aegithina lafresnayei

## Họ Lội suối
Bộ: Passeriformes
Họ: Cinclidae
Có 5 loài trên thế giới, trong đó tại Việt Nam có 1 loài.
- Lội suối hay hét nước nâu Cinclus pallasii

## Họ Hoét
Bộ: Passeriformes
Họ: Turdidae

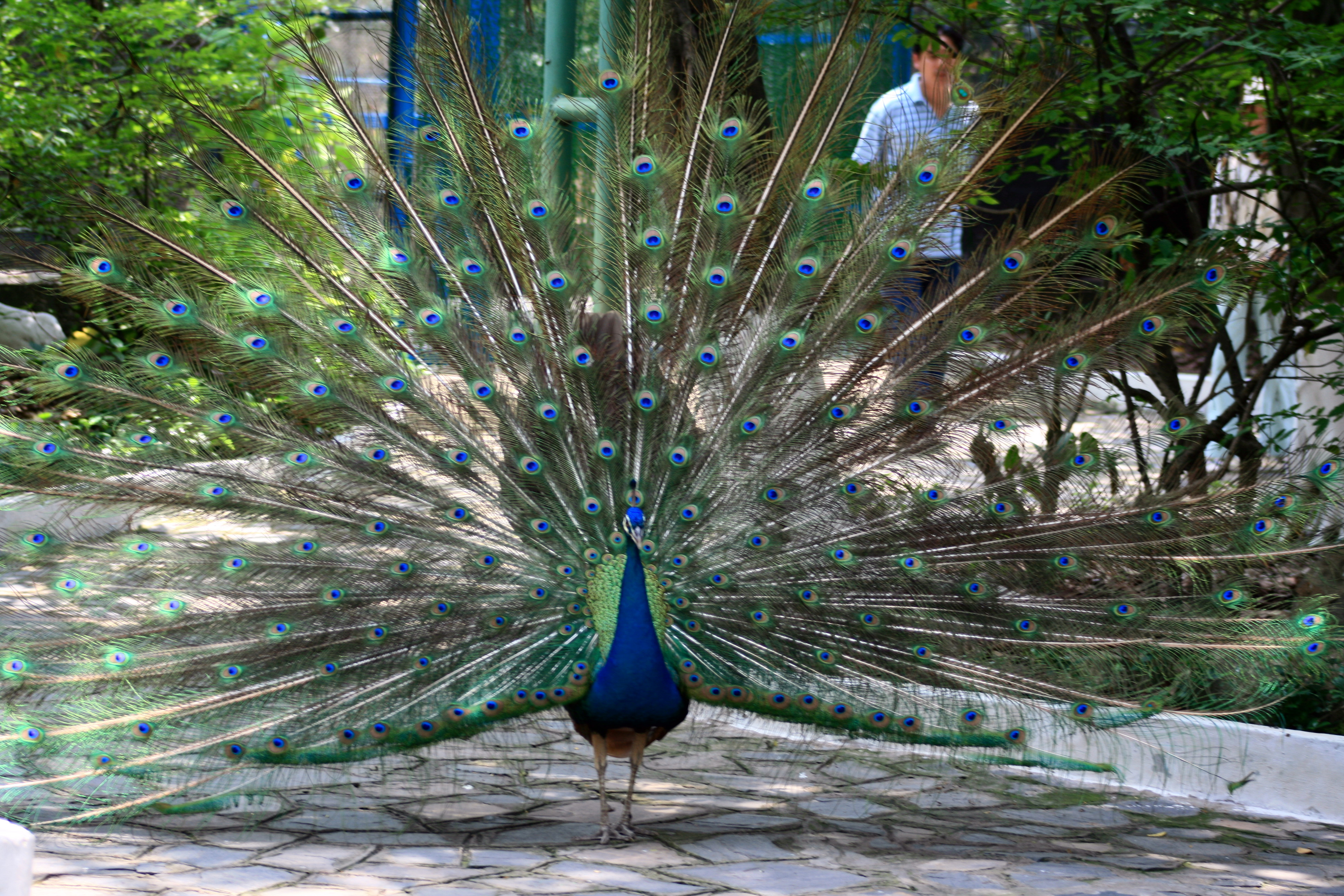
Một con chim công tại Công viên Văn hoá Đầm Sen

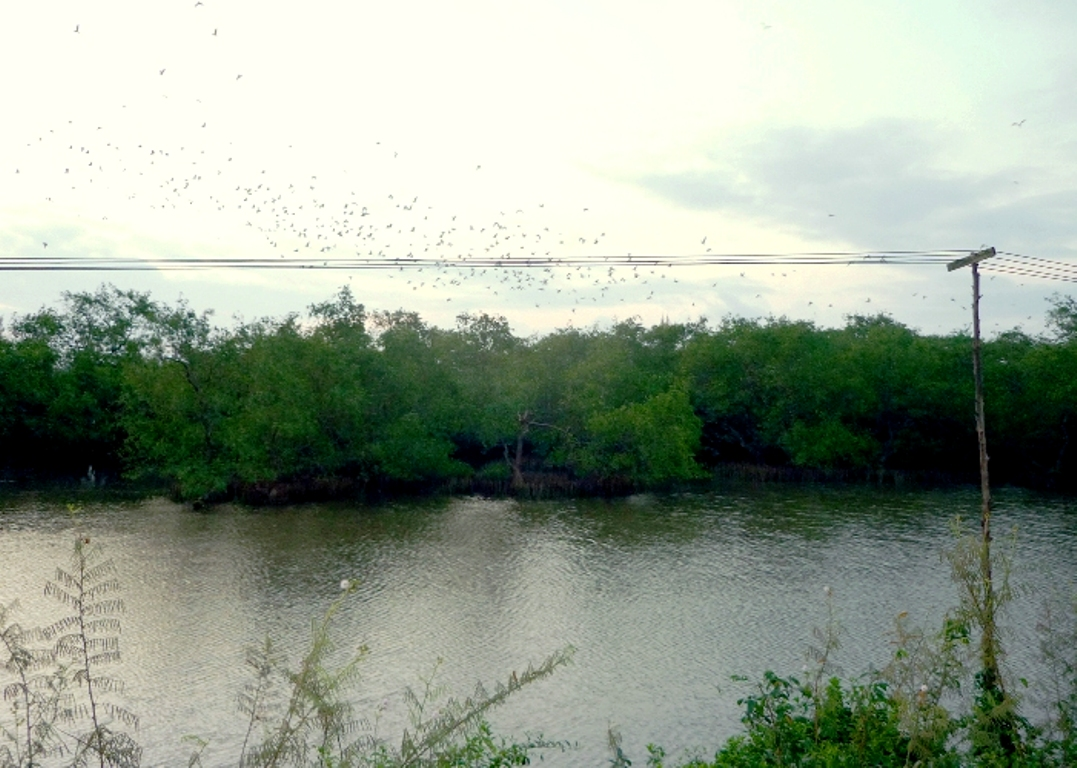
Một đàn cò đi kiếm ăn buổi sáng ở Hà Cộc, Quảng Trị

Có 335 loài trên thế giới, trong đó tại Việt Nam có 23 loài.
- Hoét đá họng trắng Monticola gularis
- Hoét đá bụng hung Monticola rufiventris
- Hoét đá Monticola solitarius
- Hoét xanh Myophonus caeruleus
- Hoét vàng Zoothera citrina
- Hoét Sibêri Zoothera sibirica
- Sáo đất nâu hung Zoothera mollissima
- Sáo đất Dixon Zoothera dixoni
- Sáo đất Zoothera dauma
- Sáo dài mỏ to Zoothera monticola
- Sáo đất nâu Zoothera marginata
- Hoét lưng đen Turdus hortulorum
- Hoét ngực đen Turdus dissimilis
- Hoét bụng trắng Turdus cardis
- Hoét đen cánh trắng Turdus boulboul
- Hoét đen Turdus merula
- Hoét hung Turdus rubrocanus (Turdus rybrocanus ???)
- Hoét mày trắng Turdus obscurus
- Hoét lưng hung Turdus naumanni
- Hoét Trung Quốc Turdus mupinensis
- Hoét đuôi cụt bụng vằn Brachypteryx stellata
- Hoét đuôi cụt mày trắng Brachypteryx leucophrys
- Hoét đuôi cụt xanh Brachypteryx montana

## Họ Chiền chiện
Bộ: Passeriformes
Họ: Cisticolidae
Có 111 loài trên thế giới, trong đó tại Việt Nam có 8 loài.
- Chiền chiện đồng hung Cisticola juncidis
- Chiền chiện đồng vàng Cisticola exilis
- Chiền chiện núi Prinia polychroa
- Chiền chiện họng đen Prinia atrogularis
- Chiền chiện đầu nâu Prinia rufescens
- Chiện chiện lưng xám Prinia hodgsonii
- Chiền chiện bụng vàng Prinia flaviventris
- Chiền chiện bụng hung Prinia inornata

## Họ Lâm oanh(Chim chích)
Bộ: Passeriformes
Họ: Sylviidae
Có 291 loài trên thế giới, trong đó tại Việt Nam có 48 loài.
- Chích đuôi cụt bụng vàng Tesia castaneocoronata
- Chích đuôi cụt Tesia olivea
- Chích đuôi cụt bụng xanh Tesia cyaniventer
- Chích châu Á Urosphena squameiceps
- Chích bụi rậm Cettia canturians
- Chích Vân Nam Cettia pallidipes
- Chích chân khỏe Cettia fortipes
- Chích mày vàng Cettia flavolivacea
- Chích ngực hung Bradypterus tacsanowskius
- Chích nâu đỏ Bradypterus seebohmi
- Chích ngực vàng Bradypterus luteoventris
- Chích đầm lầy nhỏ Locustella lanceolata
- Chích đầm lầy lớn Locustella certhiola
- Chích đầu nhọn mày đen Acrocephalus bistrigiceps
- Chích sậy lớn Acrocephalus arundinaceus
- Chích đầu nhọn Phương đông Acrocephalus orientalis
- Chích đầu nhọn Acrocephalus stentoreus
- Chích mỏ rộng Acrocephalus aedon
- Chích bông đầu vàng Orthotomus cuculatus
- Chích bông đuôi dài Orthotomus sutorius
- Chích bông cánh vàng Orthotomus atrogularis
- Chích bông xám tro Orthotomus reficeps
- Chích nâu Phylloscopus fuscatus
- Chích bụng hung Phylloscopus subaffinis
- Chích bụng trắng Phylloscopus schwarzi (Phylloscopus aschwarzi ???)
- Chích dải hung Phylloscopus pulcher
- Chích mày xám Phylloscopus maculipennis
- Chích hông vàng Phylloscopus proregulus
- Chích mày lớn Phylloscopus inornatus
- Chích Phương bắc Phylloscopus borealis
- Chích xanh lục Phylloscopus trochiloides
- Chích chân xám Phylloscopus tenellipes
- Chích lá Sakhalin Phylloscopus borealoides
- Chích mày vàng Phylloscopus coronatus
- Chích đuôi xám Phylloscopus reguloides
- Chích đuôi trắng Phylloscopus davisoni
- Chích ngực vàng Phylloscopus ricketti
- Chích đớp ruồi mày đen Seicercus affinis
- Chích đớp ruồi má xám Seicercus poliogenys
- Chích đớp ruồi đầu hung Seicercus castaniceps
- Chích đớp ruồi mặt hung Abroscopus albogularis
- Chích đớp ruồi mỏ vàng Abroscopus superciliaris
- Chích đớp ruồi mặt đen Abroscopus schisticeps
- Chích đớp ruồi mỏ rộng Tickellia hodgsoni
- Chiền chiện lớn hay chiền chiện sọc Megalurus palustris
- Chích đuôi dài phao câu hung hay chích đuôi dài Graminicola bengalensis
- Chích đớp ruồi mào xám Seicercus tephrocephalus
- Chích đớp ruồi Bianchi Seicercus valentini
- Chích đớp ruồi đuôi phẳng Seicercus soror

## Họ Đớp ruồi(HọChích chòe)
Bộ: Passeriformes
Họ: Muscicapidae
Có 274 loài trên thế giới, trong đó tại Việt Nam có 58 loài.
- Đớp ruồi xám Muscicapa griseisticta
- Đớp ruồi Sibêri Muscicapa sibirica
- Đớp ruồi nâu Muscicapa dauurica
- Muscicapa williamsoni
- Đớp ruồi ngực nâu Muscicapa muttui
- Đớp ruồi đuôi hung Muscicapa ferruginea
- Đớp ruồi vàng Ficedula zanthopygia
- Đớp ruồi lưng vàng Ficedula narcissina
- Đớp ruồi Mugi Ficedula mugimaki
- Đớp ruồi họng hung Ficedula strophiata
- Đớp ruồi taiga (???) Ficedula albicilla
- Đớp ruồi mày trắng Ficedula hyperythra
- Đớp ruồi họng trắng Ficedula monileger
- Đớp ruồi mày hung Ficedula solitaris
- Đớp ruồi đen mày trắng Ficedula westermanni
- Đớp ruồi mắt đen Ficedula tricolor
- Đớp ruồi đầu xanh Ficedula sapphira
- Đớp ruồi Nhật Bản Cyanoptila cyanomelana
- Đớp ruồi xanh xám Eumyias thalassina
- Đớp ruồi lớn Niltava grandis
- Đớp ruồi trán đen Niltava macgrigoriae
- Đớp ruồi cằm đen Niltava davidi
- Đớp ruồi họng hung Niltava vivida
- Đớp ruồi trắng Cyornis concretus
- Đớp ruồi Hải Nam Cyornis hainanus
- Đớp ruồi cằm xanh Cyornis rubeculoides
- Đớp ruồi họng hung Cyornis banyumas
- Đớp ruồi họng vàng Cyornis tickelliae
- Đớp ruồi xanh Muscicapella hodgsoni
- Đớp ruồi đầu xám Culicicapa ceylonensis
- Oanh Nhật Bản (???) hay Oanh robin Erithacus akahige
- Oanh đuôi đỏ Luscinia sibilans
- Oanh cổ đỏ Luscinia calliope
- Oanh cổ xanh Luscinia svecica
- Oanh lưng xanh Luscinia cyane
- Oanh đuôi cụt lưng xanh Tarsiger cyanurus
- Oanh đuôi nhọn lưng vàng Tarsiger chrysaeus
- Oanh đuôi nhọn mày trắng Tarsiger indicus
- Chích chòe (các loài chim)
- Chích chòe lửa Copsychus malabaricus
- Chích chòe than hay Chìa vôi[5] Cpsychus saularis
- Chích chòe đất Copsychus Sechllarum
- Chích chòe nước nhỏ Enicurus scouleri
- Chích chòe nước trán trắng Enicurus schistaceus
- Chích chòe nước đầu trắng Enicurus leschenaulti
- Chích chòe nước đốm trắng Enicurus maculatus
- Đuôi đỏ núi đá trán đen Phoenicurus ochruros
- Đuôi đỏ núi đá trán xám Phoenicurus auroreus
- Đuôi đỏ núi đá mày xanh Phoenicurus frontalis
- Đuôi đỏ đầu trắng Chaimarrornis leucocephalus
- Đuôi đỏ xanh Rhyacornis fuliginosus
- Hoét đuôi dài Hodgsonius phaenicuroides
- Oanh đuôi trắng Cinclidium leucurum
- Saxicola maura
- Oanh mày xanh Cinclidium frontale
- Cô cô đầu xám Cochoa purpurea
- Cô cô xanh Cochoa viridis
- Sẻ bụi đen Saxicola caprata
- Sẻ bụi lưng xanh Saxicola jerdoni
- Sẻ bụi xám Saxicola ferrea

## Họ Rẻ quạt
Bộ: Passeriformes
Họ: Rhipiduridae
Có 44 loài trên thế giới, trong đó tại Việt Nam có 4 loài.
- Rẻ quạt bụng vàng Rhipidura hypoxantha
- Rẻ quạt họng trắng Rhipidura albicollis
- Rẻ quạt mày trắng Rhipidura aureola
- Rẻ quạt Java Rhipidura javanica

## Họ Chim thiên đường
Bộ: Passeriformes
Họ: Monarchidae
Có 99 loài trên thế giới, trong đó tại Việt Nam có 3 loài.
- Đớp ruồi xanh gáy đen Hypothymis azurea
- Thiên đường đuôi đen Terpsiphone atrocaudata
- Thiên đường đuôi phướn Terpsiphone paradisi

## Họ Bách thanh lưng nâu
Bộ: Passeriformes
Họ: Pachycephalidae
Có 57 loài trên thế giới, trong đó tại Việt Nam có 1 loài.
- Bách thanh lưng nâu Pachycephala grisola

## Họ Khướu(họ Khướu)
Bộ: Passeriformes
Họ: Timaliidae
Có 270 loài trên thế giới, trong đó tại Việt Nam có 91 loài.
- Bồ chao, Liếu điểu Garrulax perspicillatus
- Khướu họng vàng Garrulax albogularis
- Khướu đầu trắng Garrulax leucolophus
- Khướu khoang cổ Garrulax monileger
- Khướu ngực đen Garrulax pectoralis
- Khướu đầu đen Garrulax milleti (E)
- Khướu xám Garrulax maesi
- Khướu bạc má Garrulax chinensis
- Khướu đầu xám Garrulax vassali
- Khướu cằm hung Garrulax rufogularis
- Khướu Kon Ka Kinh Garrulax konkakinhensis (E)
- Khướu ngực đốm Garrulax merulinus
- Họa mi Garrulax canorus
- Bò chiêu Garrulax sannio
- Khướu vằn Garrulax subunicolor
- Khướu vảy Garrulax squamatus
- Khướu mặt đen Garrulax affinis
- Khướu đầu hung Garrulax erythrocephalus
- Khướu Ngọc Linh Garrulax ngoclinhensis (E)
- Khướu đầu đen má xám Garrulax yersini (E), (EN)
- Khướu cánh đỏ Garrulax formosus
- Khướu đuôi đỏ Garrulax milnei
- Khướu mặt đỏ Liocichla phoenicea
- Chuối tiêu mỏ to Malacocincla abbotti
- Chuối tiêu đất Pellorneum tickelli
- Chuối tiêu họng đốm Pellorneum albiventre
- Chuối tiêu ngực đốm Pellorneum ruficeps
- Chuối tiêu đuôi ngắn Malacopteron cinereum
- Họa mi đất mỏ dài Pomatorhinus hypoleucos
- Họa mi đất má trắng Pomatorhinus erythrocnemis
- Họa mi đất mày trắng Pomatorhinus schisticeps
- Họa mi đất ngực luốc Pomatorhinus ruficollis
- Họa mi đất mỏ đỏ Pomatorhinus ochraceiceps
- Họa mi đất ngực hung Pomatorhinus ferruginosus
- Họa mi mỏ cong Xiphirhynchus superciliaris
- Họa mi mỏ dài hay Khướu mỏ dài Jabouilleia danjoui
- Khướu đuôi cụt Rimator malacoptilus
- Khướu đá hoa Napothera crispifrons
- Khướu đá đuôi ngắn Napothera brevicaudata
- Khướu đá nhỏ Napothera epilepidota
- Khướu đất đuôi cụt Pnoepyga albiventer
- Khướu đất đuôi cụt Pigmi hay Khướư đất Pigmi Pnoepyga pusilla
- Khướu đất hung Spelaeornis formosus
- Khướu đất đuôi dài Spelaeornis chocolatinus
- Khướu bụi đầu hung Stachyris ambigua
- Khướu bụi đầu đỏ hay Khướư bụi hung đỏ Stachyris ruficeps
- Khướu bụi vàng Stachyris chrysaea
- Khướu đá mun hay Khướư mun Stachyris herberti
- Khướu bụi đầu đen Stachyris nigriceps
- Khướu bụi đốm đỏ Stachyris striolata
- Chích chạch má vàng Macronous gularis
- Chích chạch má xám Macronous kelleyi
- Họa mi nhỏ Timalia pileata
- Họa mi mỏ ngắn Chrysomma sinense
- Kim oanh tai bạc Leiothrix argentauris
- Kim oanh mỏ đỏ hay Chim tương tư mỏ hồng Leiothrix lutea
- Khướu hông đỏ Cutia nipalensis
- Khướu mỏ quặp bụng hung Pteruthius rufiventer
- Khướu mỏ quặp mày trắng Pteruthius flaviscapis
- Khướu mỏ quặp tai đen Pteruthius melanotis
- Khướu mỏ quặp cánh vàng Pteruthius aenobarbus
- Khướu mỏ quặp cánh vàng (?) Gampsorhynchus rufulus
- Khướu vằn Vân Nam Actinodura ramsayi
- Khướu vằn đầu đen Actinodura sodangorum (E)
- Khướư vằn gáy xanh Actinodura souliei
- Khướu lùn cánh xanh Minla cyanouroptera
- Khướu lùn đuôi hung Minla strigula
- Khướu lùn đuôi đỏ Minla ignotincta
- Lách tách ngực vàng Alcippe chrysotis
- Lách tách họng vàng Alcippe cinerea
- Lách tách đầu đốm Alcippe castaneceps
- Lách tách mày trắng Alcippe vinipectus
- Lách tách ngực nâu Alcippe ruficapilla
- Lách tách họng vạch Alcippe cinereiceps
- Lách tách họng hung Alcippe rufogularis
- Lách tách đầu nâu Alcippe brunnea
- Lách tách đầu hung Alcippe dubia
- Lách tách má nâu Alcippe poioicephala
- Lách tách má xám hay Lách tách đầu xám Alcippe morrisonia
- Lách tách vành mắt Alcippe peracensis
- Mi núi Bà hay Mi langbiang Crocias langbianis (E), (EN)
- Mi lưng nâu Heterophasia annectens
- Mi đầu đen (hay Mi lưng đen ?) Heterophasia melanoleuca
- Mi đầu đen (?) Heterophasia desgodinsi
- Mi đuôi dài Heterophasia picaoides
- Khướu mào khoang cổ Yuhina castaniceps
- Khướu mào cổ hung Yuhina flavicollis
- Khướu mào họng đốm Yuhina gularis
- Khướu mào cổ trắng Yuhina diademata
- Khướu mào đầu đen hay Khướu mào mặt đen Yuhina nigrimenta
- Khướu mào bụng trắng Yuhina zantholeuca

## Họ Khướu mỏ dẹt
Bộ: Passeriformes
Họ: Paradoxornithidae (Timaliidae/Sylviidae?)
Có 20 loài trên thế giới, trong đó tại Việt Nam có 9 loài.
- Khướu mỏ dẹt đầu xám Paradoxornis gularis
- Khướu mỏ dẹt cằm đen hay Khướư mỏ dẹt ngực đốm Paradoxornis guttaticollis
- Khướu mỏ dẹt bé Paradoxornis webbianus
- Paradoxornis brunneus
- Khướu mỏ dẹt Vân Nam Paradoxornis alphonsianus
- Khướu mỏ dẹt họng đen Paradoxornis nipalensis
- Khướu mỏ dẹt vàng Paradoxornis verreauxi
- Khướu mỏ dẹt lưng đen hay Khướu mỏ dẹt đuôi ngắn Paradoxornis davidianus
- Khướu mỏ dẹt to Paradoxornis ruficeps

## Họ Bạc má đuôi dài
Bộ: Passeriformes
Họ: Aegithalidae
Có 9 loài trên thế giới, trong đó tại Việt Nam có 1 loài.
- Bạc má đuôi dài Aegithalos concinnus

## Họ Chích bụng vàng
Bộ: Passeriformes
Họ: Pardalotidae
Có 65 loài trên thế giới, trong đó tại Việt Nam có 1 loài.
- Chích bụng vàng Gerygone sulphurea

## Họ Bạc má
Bộ: Passeriformes
Họ: Paridae
Có 59 loài trên thế giới, trong đó tại Việt Nam có 5 loài.
- Bạc má Parus major
- Bạc má bụng vàng Parus monticolus
- Mác má mào Parus spilonotus
- Bạc má rừng Sylviparus modestus
- Chào mào Melanochlora sultanea

## Họ Trèo cây
Bộ: Passeriformes
Họ: Sittidae
Có 24 loài trên thế giới, trong đó tại Việt Nam có 6 loài.
- Trèo cây bụng hung Sitta castanea
- Trèo cây huyệt hung Sitta nagaensis
- Trèo cây Himalaya Sitta himalayensis
- Trèo cây trán đen Sitta frontalis
- Trèo cây mỏ vàng Sitta solangiae
- Trèo cây lưng đen Sitta formosa

## Họ Đuôi cứng
Bộ: Passeriformes
Họ: Certhiidae
Có 6 loài trên thế giới, trong đó tại Việt Nam có 1 loài.
- Đuôi cứng Sikkim hay đuôi cứng họng nâu Certhia discolor

## Họ Hút mật
Bộ: Passeriformes
Họ: Nectariniidae
Có 131 loài trên thế giới, trong đó tại Việt Nam có 15 loài.
- Hút mật bụng hung Chalcoparia singalensis
- Hút mật họng nâu Anthreptes malacensis
- Hút mật bụng vạch Hypogramma hypogrammicum
- Hút mật lưng đen Leptocoma calcostetha
- Hút mật họng hồng Leptocoma sperata
- Hút mật họng đen Cinnyris asiaticus
- Hút mật họng tím Cinnyris jugularis
- Hút mật bụng vàng Aethopyga gouldiae
- Hút mật Nêpan Aethopyga nipalensis
- Hút mật đuôi nhọn Aethopyga christinae
- Hút mật ngực đỏ Aethopyga saturata
- Hút mật đỏ Aethopyga siparaja
- Bắp chuối mỏ dài Arachnothera longirostra
- Bắp chuối bụng xám Arachnothera modesta
- Bắp chuối đốm đen Arachnothera magna

## Họ Chim sâu
Bộ: Passeriformes
Họ: Dicaeidae
Có 44 loài trên thế giới, trong đó tại Việt Nam có 6 loài.
- Chim sâu mỏ lớn Dicaeum agile
- Chim sâu bụng vạch Dicaeum chrysorrheum
- Chim sâu bụng vàng Dicaeum melanoxanthum
- Chim sâu vàng lục Dicaeum concolor
- Chim sâu ngực đỏ Dicaeum ignipectus
- Chim sâu lưng đỏ Dicaeum cruentatum

## Họ Vành khuyên
Bộ: Passeriformes
Họ: Zosteropidae
Có 96 loài trên thế giới, trong đó tại Việt Nam có 3 loài.
- Vành khuyên sườn hung Zosterops erythropleurus
- Vành khuyên họng vàng hay Chim mắt thêu bụng xám tro Zosterops palpebrosus
- Vành khuyên Nhật Bản Zosterops japonicus

## Họ Vàng anh
Bộ: Passeriformes
Họ: Oriolidae
Có 29 loài trên thế giới, trong đó tại Việt Nam có 4 loài.
- Chim oanh hay hoàng anh, anh vàng, vàng anh Trung Quốc, hoàng ly, hoàng tước, chim choắt chòe, chim chuýt chòe Oriolus chinensis
- Vàng anh mỏ nhỏ Oriolus tenuirostris
- Vàng anh đầu đen nhỏ Oriolus xanthornus
- Tử anh Oriolus traillii

## Họ Chim lam
Bộ: Passeriformes
Họ: Irenidae
Có 2 loài trên thế giới, trong đó tại Việt Nam có 1 loài.
- Chim lam hay chim lam châu Á Irena puella

## Họ Bách thanh
Bộ: Passeriformes
Họ: Laniidae
Có 31 loài trên thế giới, trong đó tại Việt Nam có 5 loài.
- Bách thanh vằn Lanius tigrinus
- Bách thanh mày trắng hay Bách thanh nâu Lanius cristatus
- Bách thanh nhỏ Lanius collurioides
- Bách thanh đầu đen hay Bách thanh đuôi dài Lanius schach
- Bách thanh đen hay bách thanh lưng xám Lanius tephronotus

## Họ Phường chèo nâu
Bộ: Passeriformes
Họ: Prionopidae
Có 12 loài trên thế giới, trong đó tại Việt Nam có 3 loài.
- Phường chèo nâu Tephrodornis gularis
- Phường chèo nâu mày trắng Tephrodornis pondicerianus
- Đớp ruồi cánh xanh hay Philentoma pyrhopterum

## Họ Chèo bẻo
Bộ: Passeriformes
Họ: Dicruridae
Có 24 loài trên thế giới, trong đó tại Việt Nam có 7 loài.
- Chèo bẻo hay Chèo bẻo đen Dicrurus macrocercus
- Chèo bẻo xám Dicrurus leucophaeus
- Chèo bẻo mỏ quạ Dicrurus annectans
- Chèo bẻo rừng Dicrurus aeneus
- Chèo bẻo đuôi cờ hay Chèo bẻo cờ đuôi bằng Dicrurus remifer
- Chèo bẻo bờm Dicrurus hottentottus
- Chèo bẻo cờ lớn hay Chèo bẻo cờ đuôi chẻ Dicrurus paradiseus

## Họ Nhạn rừng
Bộ: Passeriformes
Họ: Artamidae
Có 11 loài trên thế giới, trong đó tại Việt Nam có 1 loài.
- Nhạn rừng hay nhạn rừng tro Artamus fuscus

## Họ Quạ
Bộ: Passeriformes
Họ: Corvidae
Có 120 loài trên thế giới, trong đó tại Việt Nam có 15 loài.
- Quạ thông Garrulus glandarius
- Giẻ cùi mỏ vàng Urocissa flavirostris
- Giẻ cùi Urocissa erythrorhyncha
- Giẻ cùi vàng Urocissa whiteheadi
- Giẻ cùi xanh Cissa chinensis
- Giẻ cùi bụng vàng Cissa hypoleuca
- Choàng choạc hung Dendrocitta vagabunda
- Choàng choạc xám Dendrocitta formosae
- Choàng choạc đầu đen Dendrocitta frontalis
- Chim khách Crypsirina temia
- Chim khách đuôi cờ Temnurus temnurus
- Ác là hay Ắc cắc, Ắc xắc Pica pica
- Quạ mỏ nhỏ hay Quạ đen mỏ bé Corvus corone
- Quạ đen hay Ác đen Corvus macrorhynchos
- Quạ khoang hay Ác khoang Corvus torquatus

## Họ Sáo
Bộ: Passeriformes
Họ: Sturnidae
Có 125 loài trên thế giới, trong đó tại Việt Nam có 13 loài.
- Sáo vàng Ampeliceps coronatus
- Nhồng hay Sáo đá Gracula religiosa
- White-vented Myna Acridotheres grandis
- Sáo mỏ vàng Acridotheres cristatellus
- Sáo nâu Acridotheres tristis
- Sáo sậu đầu trắng Acridotheres burmannicus
- Sáo sậu hay Cà cưỡng Gracupica nigricollis
- Sáo đá lưng đen Sturnia sturnina
- Sáo đá Trung Quốc Sturnia sinensis
- Sáo đá đuôi hung Sturnia malabarica
- Sáo đá đầu trắng Sturnus sericeus
- Sáo đá má trắng Sturnus cineraceus
- Sáo đá xanh hay Sáo đá Sturnus vulgaris

## Họ Rồng rộc
Bộ: Passeriformes
Họ: Ploceidae
Có 116 loài trên thế giới, trong đó tại Việt Nam có 3 loài.
- Rồng rộc đen Ploceus manyar
- Rồng rộc Ploceus philippinus
- Rồng rộc vàng Ploceus hypoxanthus

## Họ Chim di
Bộ: Passeriformes
Họ: Estrildidae
Có 141 loài trên thế giới, trong đó tại Việt Nam có 8 loài.
- Mai hoa Amandava amandava
- Di xanh Erythrura prasina
- Di cam Lonchura striata
- Di đá Lonchura punctulata
- Di bụng trắng Lonchura leucogastra
- Di nâu Lonchura atricapilla
- Di đầu trắng Lonchura maja
- Sẻ Java Padda oryzivora (I)

## Họ Sẻ
Bộ: Passeriformes
Họ: Passeridae

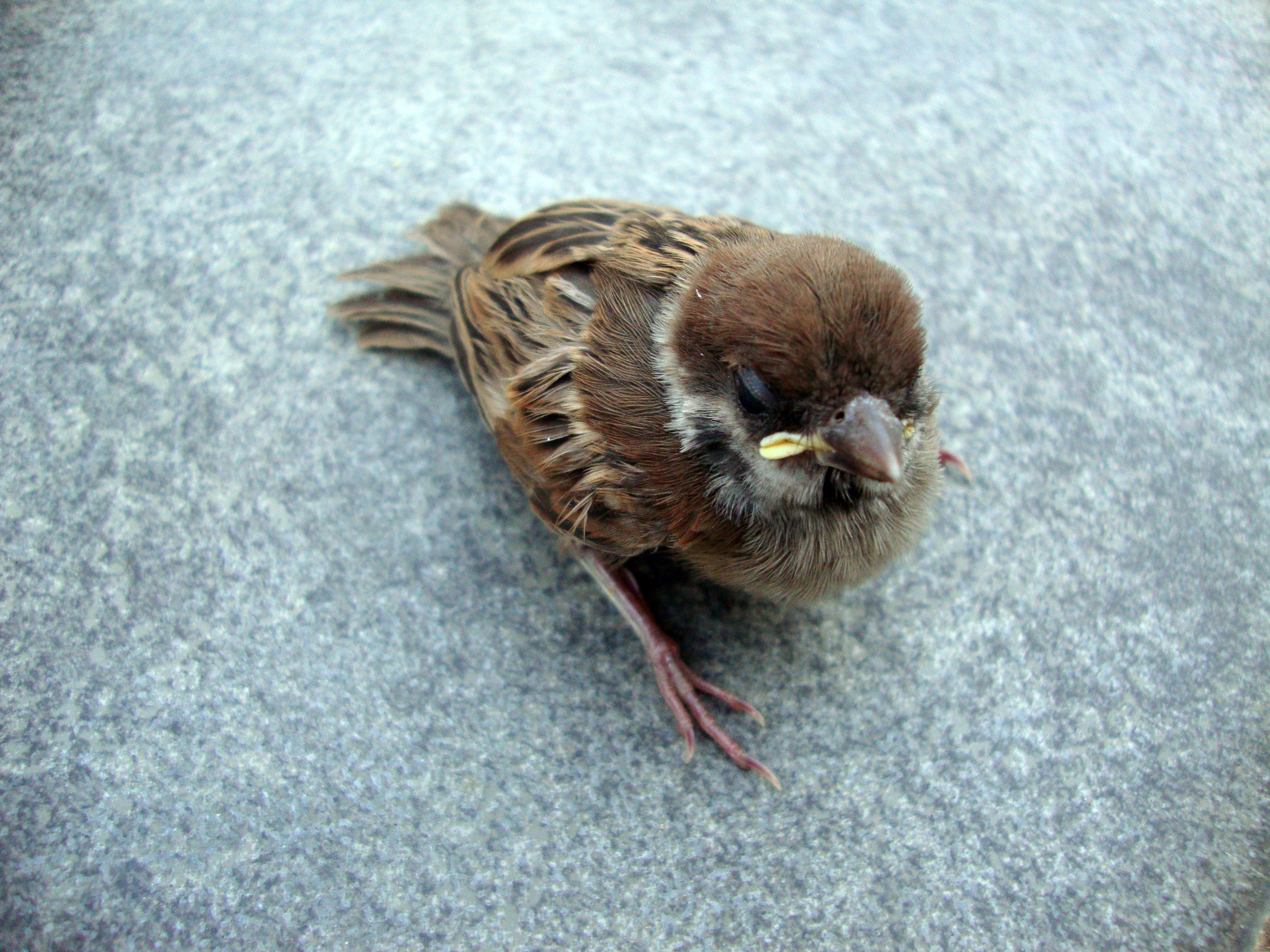
Passer montanus ở Việt Nam

Có 35 loài trên thế giới, trong đó tại Việt Nam có 4 loài.
- Chim sẻ, sẻ nhà, sẻ ngựa Passer domesticus (I)
- Sẻ hung Passer rutilans
- Sẻ bụng vàng hay Sẻ bụi vàng Passer flaveolus
- Sẻ hay se sẻ, chim sẻ, chim thẻ, chim ri Passer montanus

## Họ Sẻ đồng
Bộ: Passeriformes
Họ: Emberizidae
Có 275 loài trên thế giới và tại Việt Nam có 8 loài.
- Sẻ đồng mào Melophus lathami
- Emberiza tristrami (A)
- Sẻ đồng đầu xám Emberiza fucata
- Sẻ đồng lùn Emberiza pusilla
- Sẻ đồng ngực vàng Emberiza aureola
- Sẻ đồng hung Emberiza rutila
- Sẻ đồng mặt đen Emberiza spodocephala
- Emberiza pallasi (A)

## Họ Sẻ thông
Bộ: Passeriformes
Họ: Fringillidae
Có 137 loài trên thế giới, trong đó tại Việt Nam có 13 loài.
- Sẻ dồng đầu đen hay Sẻ thông đầu đen, sẻ núi Fringilla montifringilla (A)
- Sẻ hồng Nêpan Carpodacus nipalensis
- Sẻ hồng mura hay Sẻ thông mura Carpodacus erythrinus
- Mỏ chéo Loxia curvirostra
- Sẻ thông ngực vàng Carduelis spinoides
- Sẻ thông họng vàng Carduelis monguilloti (E)
- Sẻ thông đầu đen hay Sẻ dồng đầu đen Carduelis ambigua
- Sẻ thông Siskim Carduelis spinus (A)
- Sẻ thông đầu xám Carduelis sinica
- Sẻ mỏ ngắn hay Sẻ thông mỏ ngắn Pyrrhula nipalensis
- Mỏ to đầu đen Eophona migratoria (A)
- Mỏ to cánh đốm Mycerobas melanozanthos
- Mỏ to lưng đỏ Haematospiza sipahi